# Jaguar Cars
Jaguar (englisch Aussprache: [ˈdʒægjuːə] im Vereinigten Königreich, [ˈdʒægˌwɑɹ] in den Vereinigten Staaten) ist ein Automobilhersteller der Tochterfirma Jaguar Land Rover der indischen Tata Motors im Premiumsegment.
Derzeit produziert Jaguar mit dem F-Pace nur noch ein Modell. Ab 2025 will Jaguar nur noch vollelektrische Fahrzeuge herstellen und damit eine neue Ära beginnen.
Es besteht ein Entwicklungszentrum in Whitley im Süden von Coventry sowie Werke in Castle Bromwich bei Birmingham und Halewood bei Liverpool (alle im Vereinigten Königreich). Ab Ende 1998 gehörte das Unternehmen zur Premier Automotive Group von Ford, die es im März 2008 zusammen mit Land Rover an Tata Motors verkaufte.
Am 28. Dezember 2012 wurde das Geschäft der Land Rover Private Unlimited Company auf die Jaguar Cars Limited übertragen und im Zuge dessen auf Jaguar Land Rover Limited umfirmiert. Die Land Rover Private Unlimited Company besteht weiterhin, die Markennamen werden separat weitergeführt.
Jaguar ist seit 1951 Hoflieferant des britischen Königshauses. Seit der Fusion ist Jaguar Land Rover der einzige Automobilhersteller, der alle drei königlichen Wappen, die „Royal Warrants“, tragen darf.

## Geschichte

### Gründung

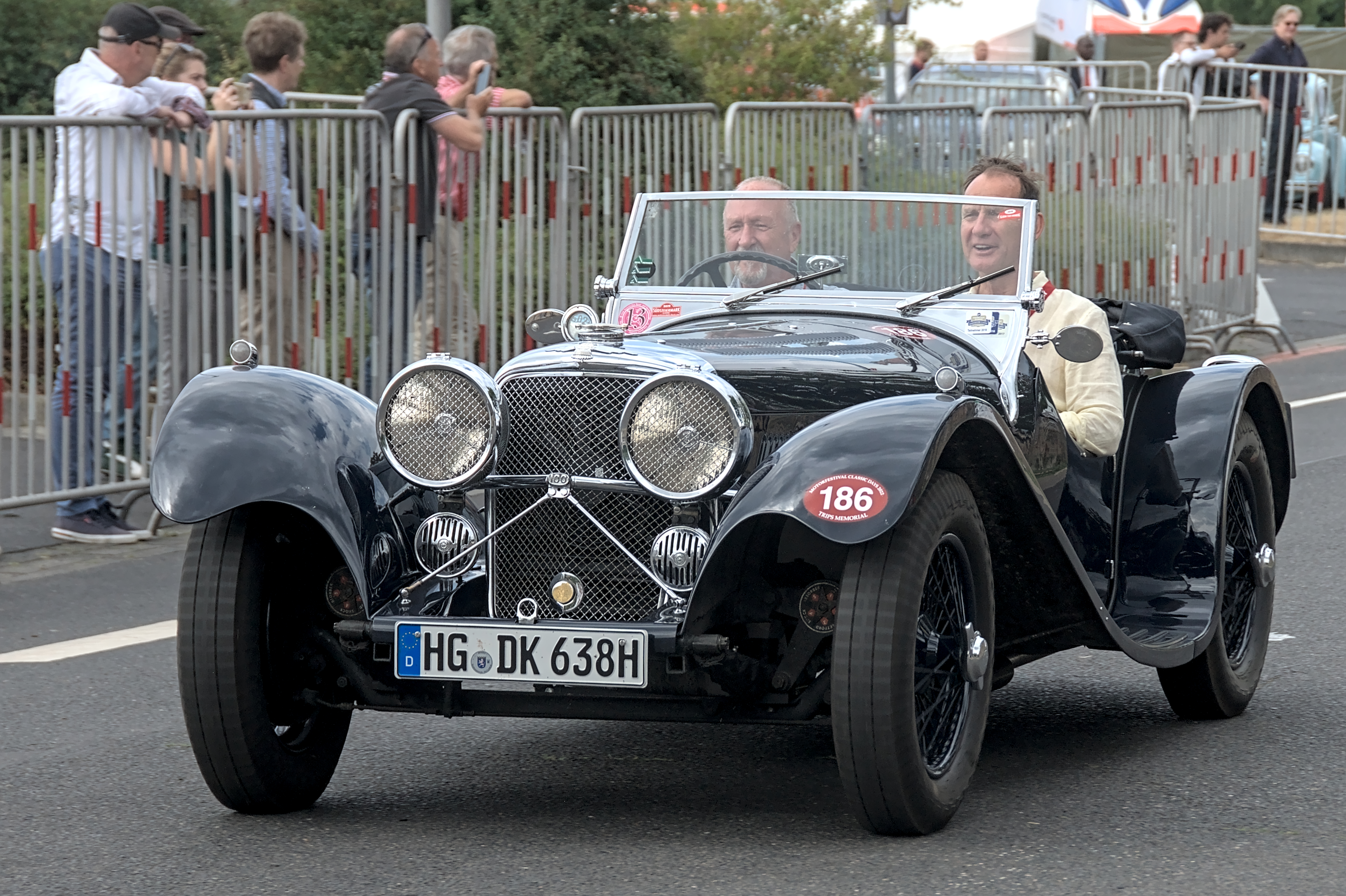
SS 100

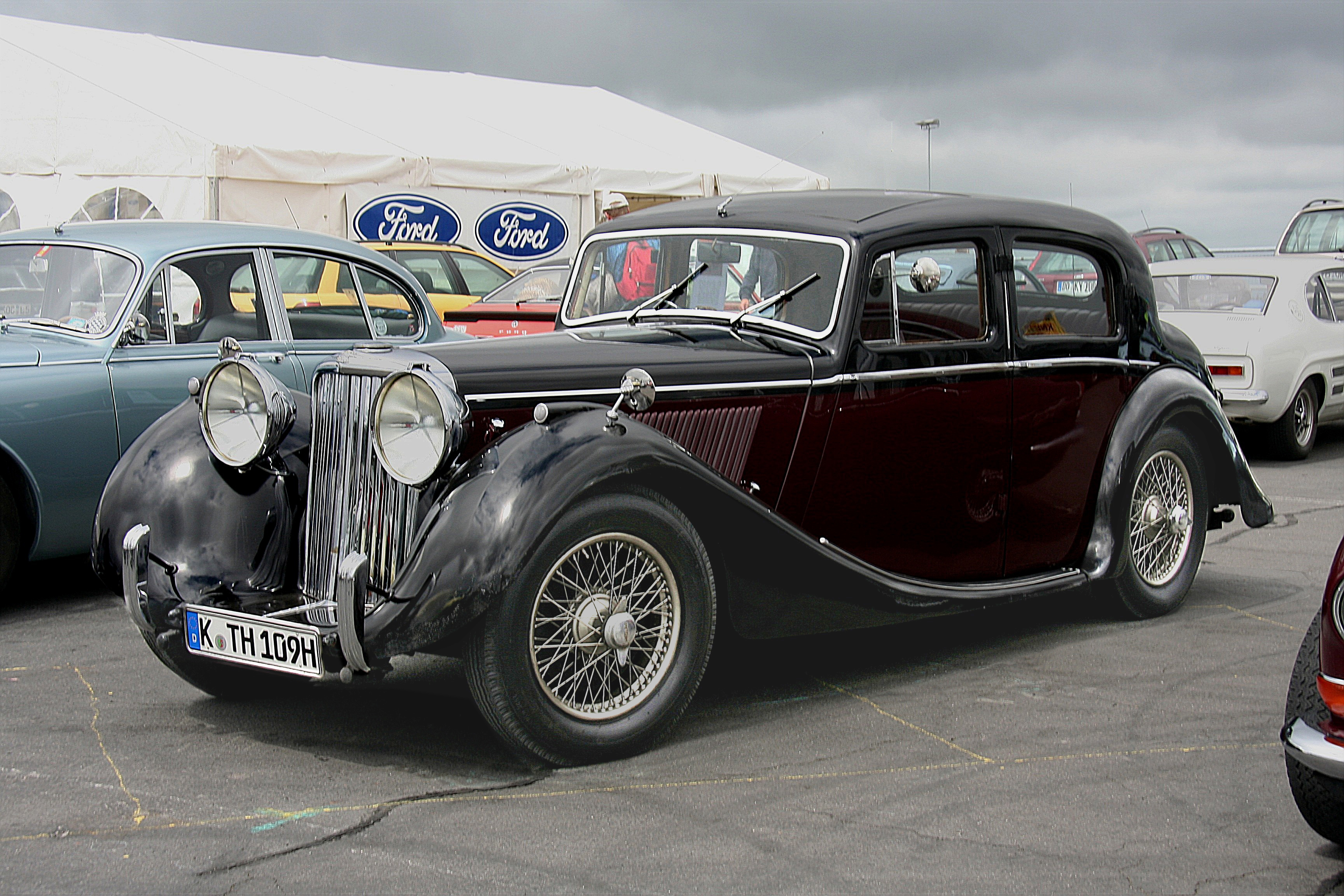
Jaguar Mk IV, Baujahr 1948 (vorgestellt 1935 als S. S. Jaguar)

1922 gründete William Lyons in Blackpool mit William Walmsley das Unternehmen Swallow Sidecar Company und stellte zunächst Motorradbeiwagen her. Ab Herbst 1926, nach dem Umzug in eine größere Werkstatt, bot das Unternehmen auch Karosseriereparaturen an. Seit 1927 wurden komplette, sportlich-elegante Karosserien hergestellt, zunächst u. a. auf der Basis des Austin Seven, ab 1929 auch für Chassis der Marke Standard. 1928 zog das Unternehmen nach Foleshill am Nordrand von Coventry um. 1931 konnte das erste Fahrzeug mit einem eigens für Swallow hergestellten, besonders niedrigen Chassis vorgestellt werden. Das Chassis wurde jedoch weiterhin bei Standard montiert. Es konnte keine Übereinkunft erzielt werden, ob bei der Bezeichnung dieses Wagens „Standard“ oder „Swallow“ zuerst genannt werden sollte. Eine diplomatische Lösung fand sich mit dem Markennamen „SS“. Besonders in der Anfangszeit findet sich auch die Schreibweise mit zwei Punkten, während bei Standard stets ein Schrägstrich zwischen die beiden Buchstaben gesetzt wurde. Anfang 1935 erschien auf der Basis dieses SS 1 ein zweisitziger Sportwagen mit der Bezeichnung SS 90. Neben dem SS 1 mit Sechszylindermotoren von 16 und 20 HP (Steuer-PS, die Angabe entspricht etwa 2 und 2½ Litern Hubraum) gab es den SS 2 mit anfangs 9, ab Modelljahr 1934 10 und 12 HP. 1933 übernahm das Unternehmen den Karosseriebauer Holbrook Bodies an der Holbrook Lane in Coventry zur Erweiterung der Kapazitäten.
Im Oktober 1935 präsentierte Lyons seine erste viertürige Limousine, für die der Standard-Motor mit Hilfe von Harry Weslake hängende Ventile (OHV) erhielt und damit über 100 PS abgab. Wieder gab es eine Variante mit einem Vierzylindermotor von gut 1,5 Litern Hubraum, die weiterhin über seitlich stehende Ventile verfügte. Das Sechszylinder-Hochleistungstriebwerk kam auch in dem bisherigen SS 1 Tourer und dem Sportwagen zum Einsatz, der nun fast 100 mph (160 km/h) schnell war und deshalb SS 100 genannt wurde. Diese neuen SS-Modelle waren im Vergleich zu ähnlichen Autos von Bentley oder Alvis sehr preiswert, so dass „Jaguar“ von Anfang an den Ruf einer besonders preiswerten Sportlimousine hatte. Als Spitzenmodell kam Ende 1937 der 3,5 Liter mit 125 bhp hinzu, sowohl in der Limousine als auch im Sportwagen. Gleichzeitig wurde eine zweitürige Cabriolet-Ausführung mit allen drei Motorgrößen vorgestellt, das Drophead Coupé.

### Nachkriegszeit

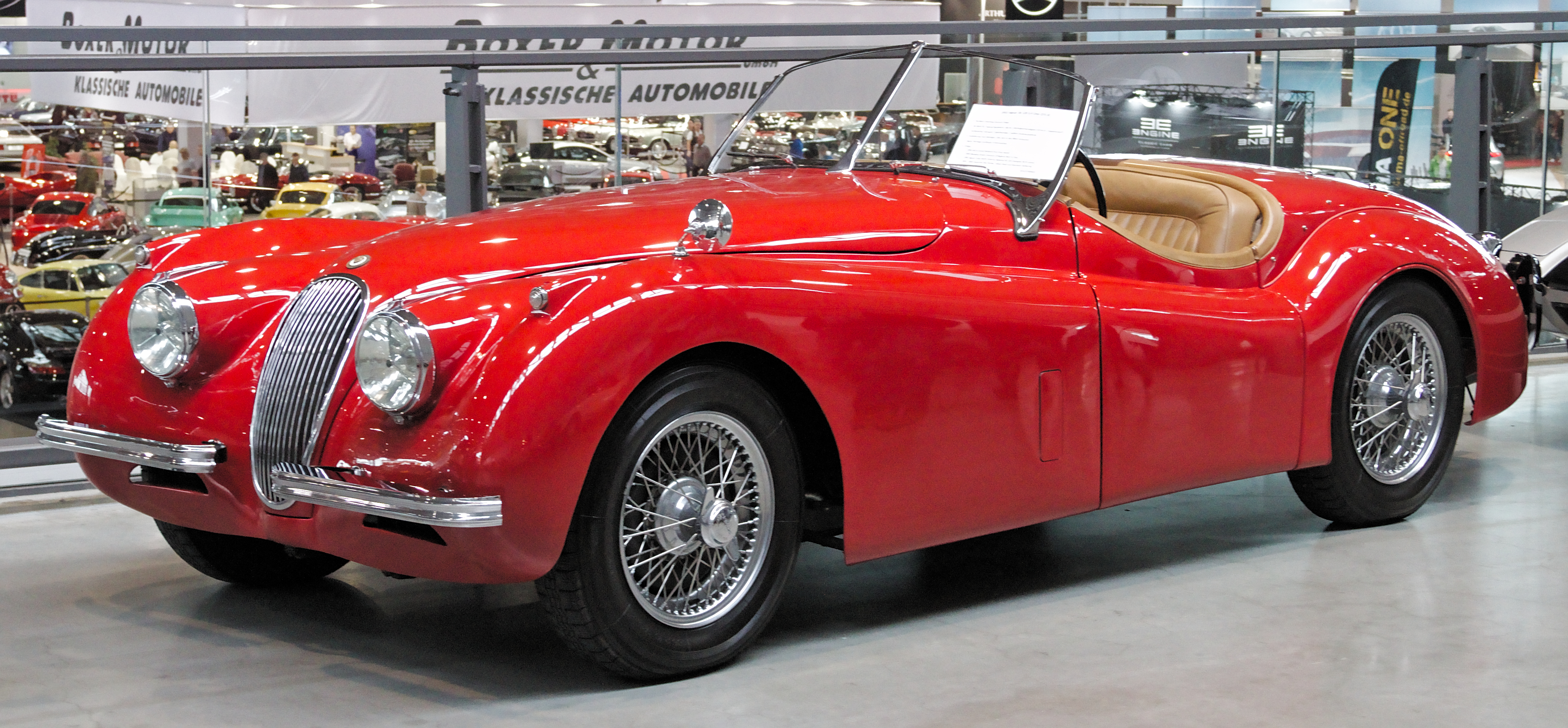
Jaguar XK 120 OTS (Open Two Seater), Baujahr 1953

Nach dem Zweiten Weltkrieg verzichtete das Unternehmen auf das Markenzeichen „SS“, und der Name „Jaguar“ avancierte 1945 zum Markennamen – das Kürzel SS weckte auch in England zu starke Assoziationen an die Schutzstaffel der deutschen Nationalsozialisten. Im Oktober 1948 stellte Jaguar auf der Motor Show in London den XK 120 vor, der mit seiner Linienführung und ausgezeichneten Fahrleistungen für große Aufmerksamkeit sorgte. Namensgebend war der neu konstruierte XK-Motor mit zwei obenliegenden Nockenwellen (DOHC) und halbkugelförmigen Brennräumen. Die Bezeichnung „XK“ stammt aus der Entwicklungsphase des Motors und wird bis heute für die sportlichen Modelle der Marke verwendet. Das „X“ steht für „Experimental“, dahinter wurden die verschiedenen Ausführungen des Motors mit unterschiedlichen Buchstaben gekennzeichnet. Die einzelnen Entwicklungsstufen XA, XB usw. führten bis hin zum XK-Motor.
Die Vorkriegslimousinen und Drophead Coupés waren zunächst weitgehend unverändert weitergebaut worden, erhielten aber ebenfalls 1948 Nachfolger in Gestalt des in zahlreichen Details weiterentwickelten Mark V Saloon und Drophead Coupé. Diese für Jaguar neuartige Bezeichnung führte dazu, dass man den Vorgänger zur Unterscheidung alsbald als „Mark IV“ zu bezeichnen pflegte.

### 1950er Jahre

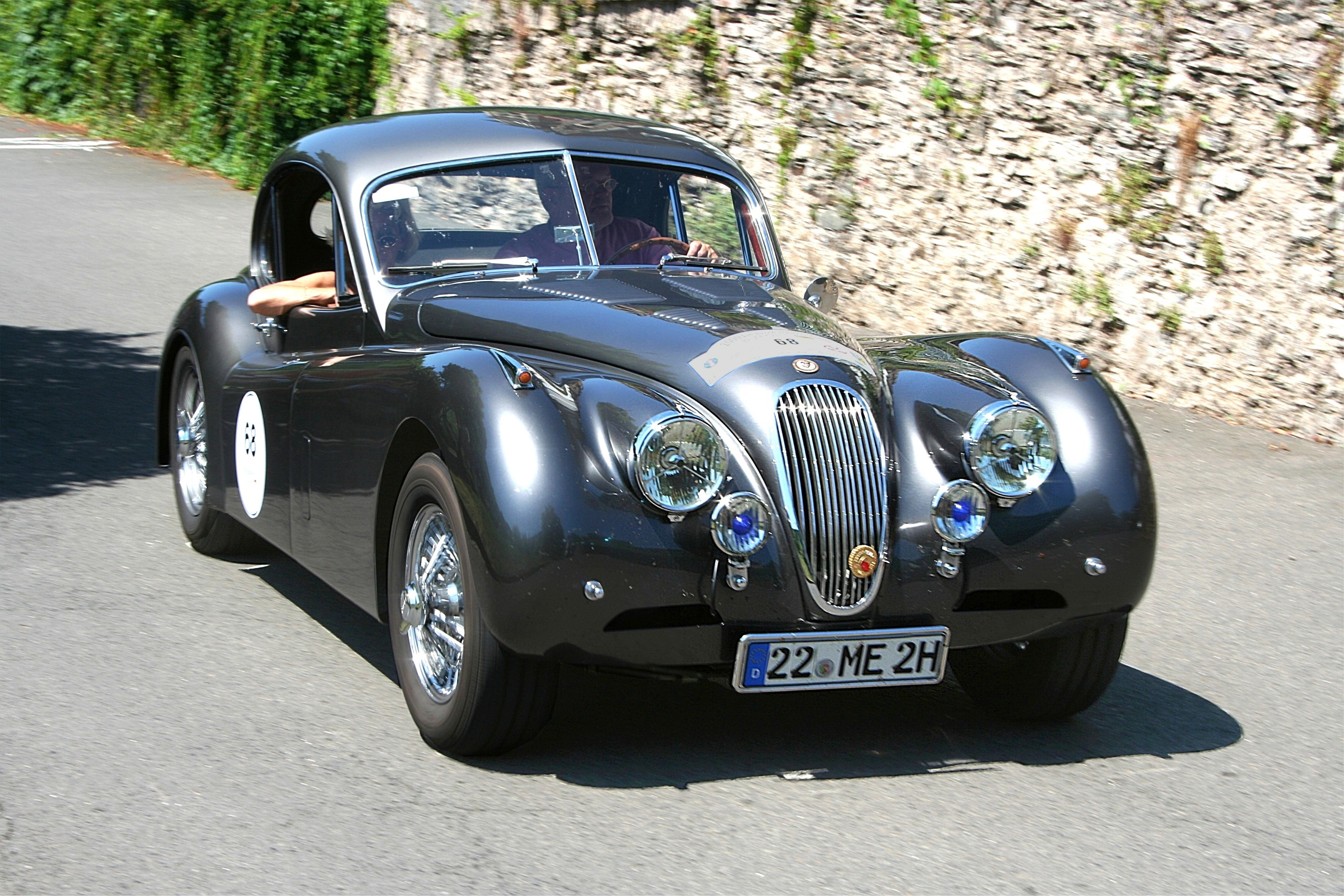
Jaguar XK 120 FHC (Fixed Head Coupé)

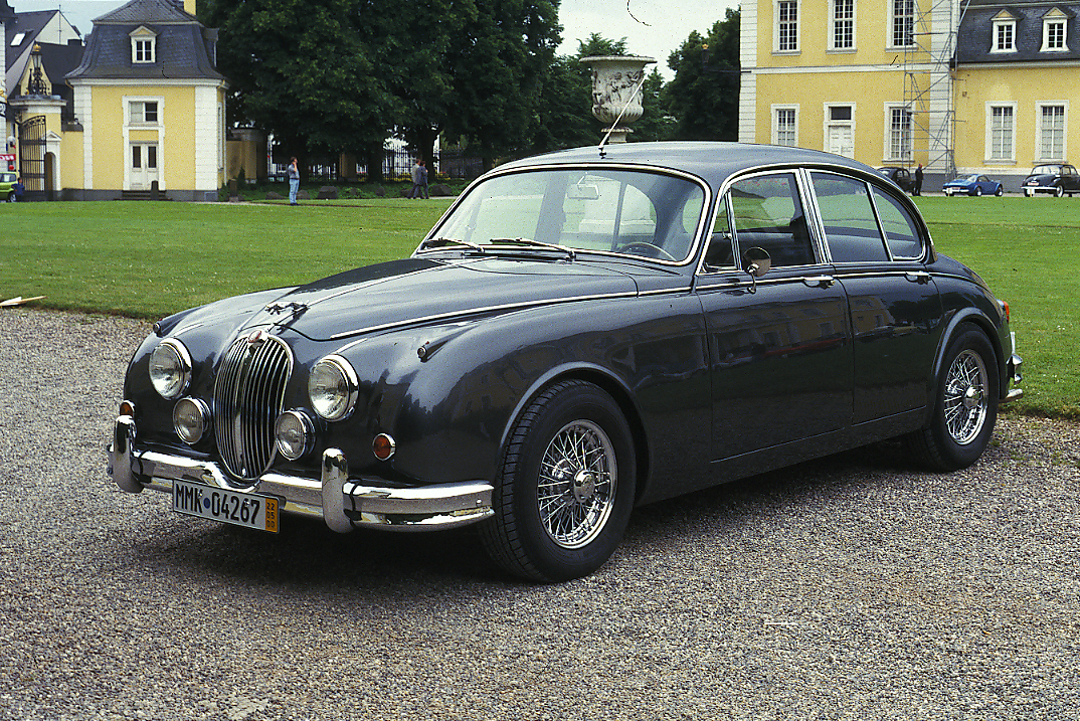
Jaguar Mk 2

Der XK-Motor war eigentlich für eine neue viertürige Luxuslimousine konstruiert worden, deren Entwicklung sich aber bis 1950 hinzog. Dieser Nachfolger des Mark V wurde unter der Bezeichnung Mark VII vorgestellt (die Bezeichnung Mark VI wurde schon bei Bentley verwendet). Erstmals war kein Drophead-Coupé mehr erhältlich. Der Mark VII entwickelte sich 1954 zum noch leistungsstärkeren Mark VII M weiter, der 1956 unter Ronald Adams, Frank Bigger und Derek Johnston die Rallye Monte Carlo gewann.
Ebenfalls 1954 wurde der inzwischen auch als geschlossenes Coupé (Fixed Head Coupé seit 1951) und wetterfestes Cabrio (Drophead Coupé seit 1953) sowie als leistungsgesteigerter XK 120 Special Equipment (seit 1951) erhältliche Sportwagen zum geräumigeren XK 140 mit Zahnstangenlenkung und leistungsstärkeren Motoren weiterentwickelt. 1956 – Lyons war gerade in den Ritterstand erhoben worden und nun als Sir William anzusprechen – erschien der stilistisch überarbeitete Mark VIII, während der Sportwagen erst 1957 in der endgültigen Ausführung XK 150 präsentiert wurde, erstmals mit Dunlop-Scheibenbremsen rundum serienmäßig. Im Herbst 1958 wurde die Limousine auf 3,8 Liter Hubraum aufgebohrt und mit Scheibenbremsen als Mark IX lanciert. Die größere Maschine war auf Wunsch bald auch im XK 150 erhältlich, ebenso wie für beide Motorgrößen der leistungssteigernde dritte Vergaser, der diese XK 150 S zu besonders gesuchten Sammlerexemplaren macht.
Diese Modelle hatten allesamt noch einen Rahmen. Immer mehr Großserienhersteller stellten inzwischen auf die stabileren und billiger herzustellenden selbsttragenden Karosserien um. Jaguar experimentierte mit dieser Bauart zunächst bei dem recht kompakten, im Oktober 1955 vorgestellten 2.4 Litre. Da dieser insbesondere für den amerikanischen Geschmack nicht genügend Leistung bot, war er ab März 1957 – nur wenige Wochen nach dem großen Werksbrand – auch mit dem 3,4-Liter-Motor erhältlich. Im Oktober 1959 präsentierte man das daraus weiterentwickelte Modell Mark 2, ein besonders mit dem nun auch hier erhältlichen 3,8-Liter-XK-Motor geradezu klassischer Tourenwagen (vierfacher Sieg der Tour de France für Automobile in Folge unter Bernard Consten und Jacques Renel, Gewinn der ersten Europäischen Tourenwagen-Meisterschaft 1963 unter Peter Nöcker).

### 1960er Jahre
Im Mai 1960 kaufte Lyons von der Birmingham Small Arms Company, dem Hersteller der BSA-, Triumph- und Ariel-Motorräder, die Daimler Motor Company, den bis Mitte der 1950er Jahre vom britischen Königshaus bevorzugten Fahrzeughersteller. Dort waren neue Limousinen Majestic Major und DR 450 mit 4,5-Liter-V8-Motoren in der Entwicklung, während der Kunststoff-Sportwagen Daimler SP 250 (entwickelt unter dem bereits von Dodge besetzten Namen Dart) mit an den Triumph Roadster angelehntem Fahrwerk bereits im Jahr zuvor vorgestellt worden war. Letzterer wurde erheblich verbessert, bis er 1964 aus dem Angebot genommen wurde. Sein Motor fand ab Herbst 1962 im Mark 2 weitere Verwendung, der in dieser Ausführung Daimler V8 2,5 Litre bzw. ab Herbst 1967 250 V8 hieß.

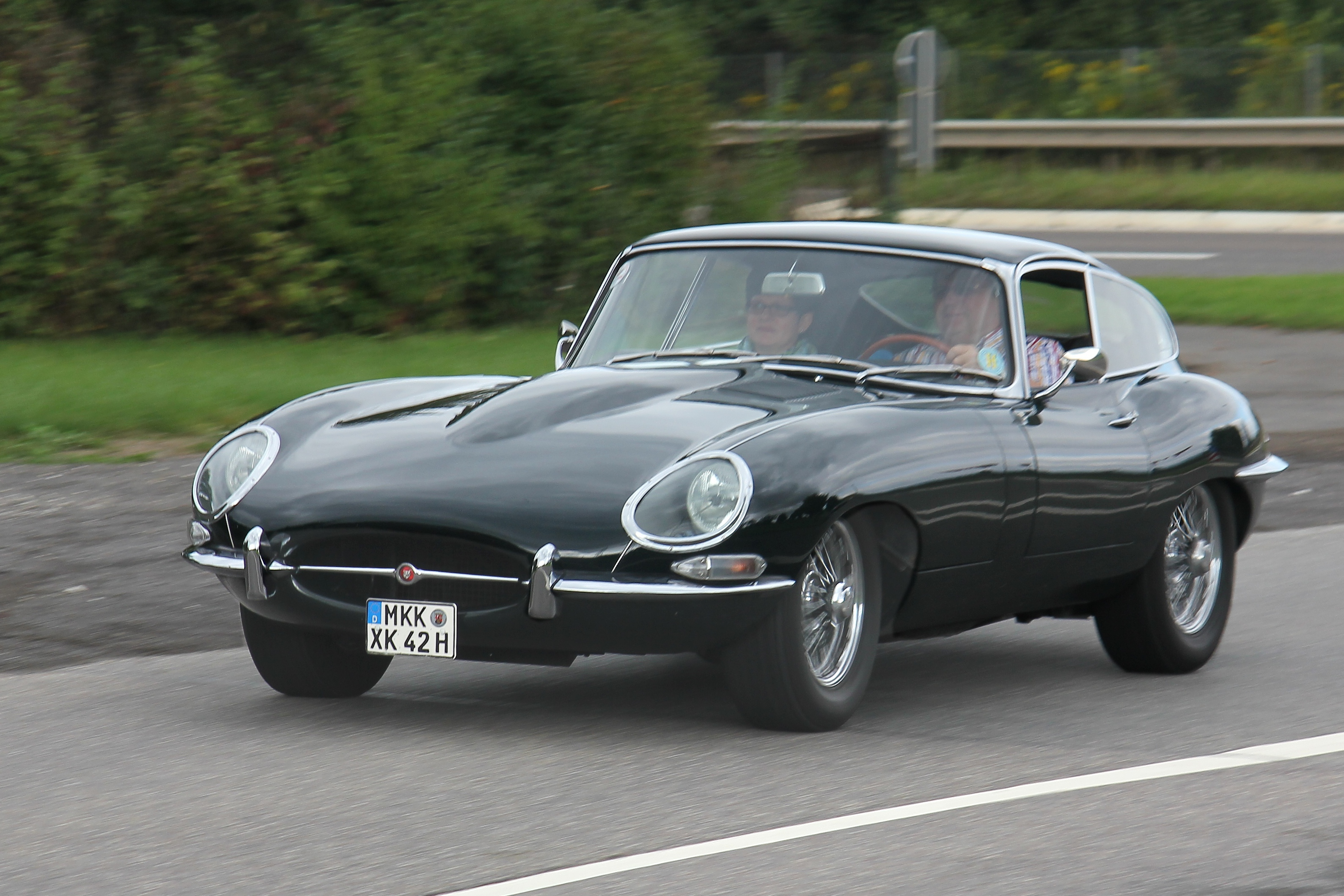
Jaguar E-Type

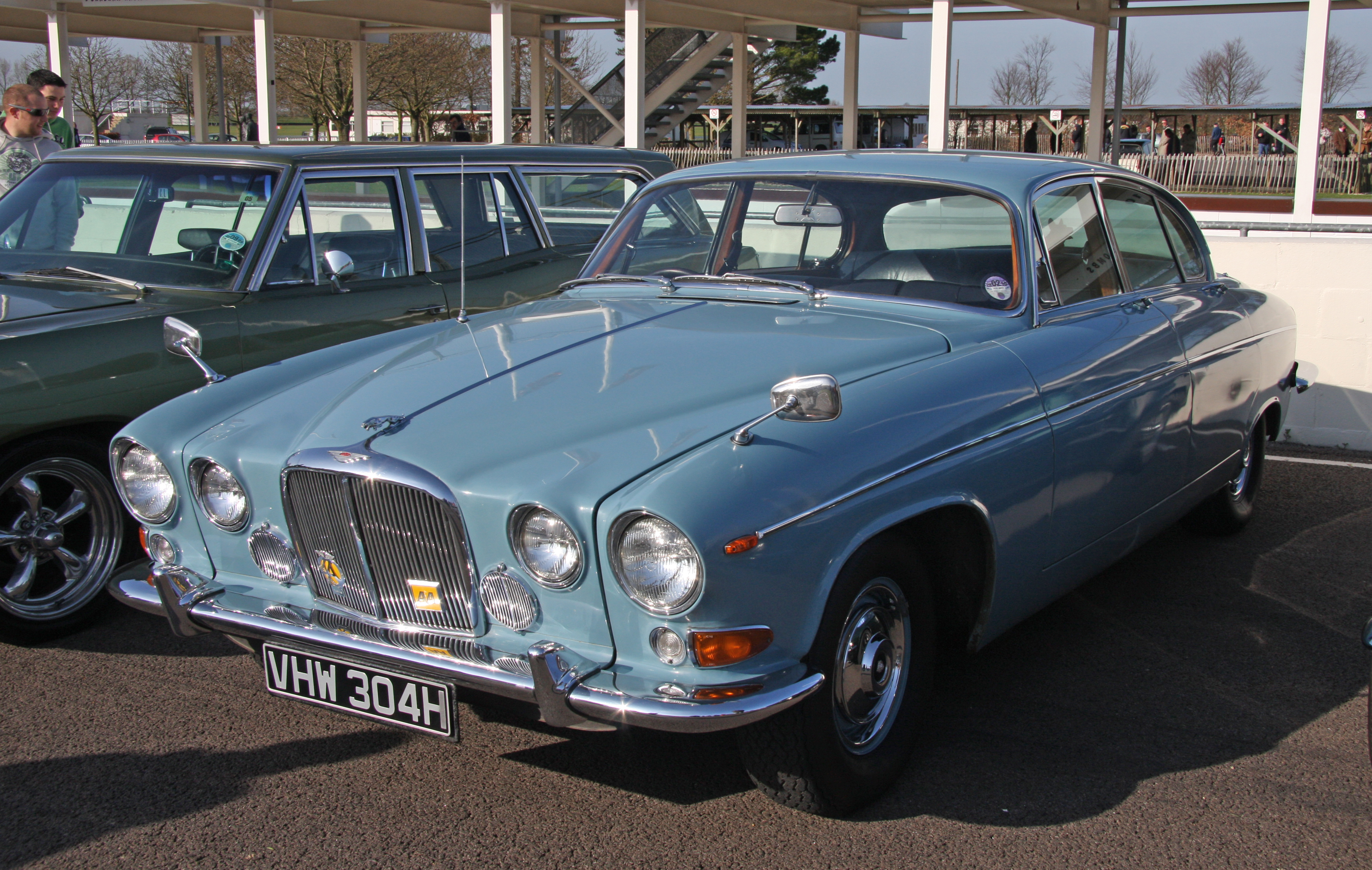
Jaguar Mk X 420G

1961 wurde auf dem Genfer Auto-Salon der E-Type, in den USA XK-E genannt, der Öffentlichkeit vorgestellt. Der E-Type hatte unter der Motorhaube einen Rohrrahmen, während die Karosserie von der Motorraumrückwand an selbsttragend ausgeführt war. Seine hintere Einzelradaufhängung an doppelten Querlenkern war damals ungewöhnlich. Sie war aus Gründen der Geräuschdämmung in einen brückenartigen Hilfsrahmen eingebaut, auf dem die Karosserie mit Gummiblöcken ruhte. Dadurch kann die hintere Radaufhängung samt Rädern, Differential und innenliegenden Scheibenbremsen vom Fahrzeug getrennt werden. Eine ähnliche Bauweise der Hinterradaufhängung wurde noch bis ins Jahr 2004, bis zu den XJ-Modellen, dem XJS und dem Aston Martin DB 7 beibehalten.
Der Mark X mit selbsttragender Karosserie und der flachen, gestreckten Form mit Doppelscheinwerfern beendete im Herbst 1961 die Epoche der getrennten Chassis bei Jaguar. Das Styling dieses Modells beeinflusste ebenso wie die Grundform des E-Type das Jaguar-Design bis über die Jahrtausendwende hinaus. Hinzu kam ab 1963 der S-Type (3.4 bzw. 3.8 S) mit leicht verlängerter Mark-2-Karosserie und der Hinterradaufhängung der größeren Modelle. Da der Wagen stilistisch nicht sehr ausgewogen wirkte, wurde im Herbst 1966 auf Basis des S-Type der 420 mit der vom Mark X (nun 420 G) bekannten Frontpartie der ohnehin schon ungewöhnlich breiten Modellpalette hinzugefügt. Vom 420 gab es außerdem eine etwas üppiger ausgestattete Ausführung mit der Bezeichnung Daimler Sovereign. Der Kühlergrill und der Kofferraumdeckel mit geriffelten („fluted“) Oberseiten waren die äußerlichen Daimler-Insignien.
Mark X und E-Type erhielten ab Herbst 1964 auf 4,2 Liter vergrößerte Motoren, und der E-Type entwickelte sich 1968 zum äußerlich leicht abgewandelten Series 2 weiter. Aus Gründen der Emissionssenkung erhielten die für die USA bestimmten Fahrzeuge inzwischen nur noch zwei Vergaser der Marke Stromberg.
1966 war Jaguar mit der British Motor Corporation (BMC, dazu gehörten z. B. Austin, Morris und MG) zur British Motor Holdings (BMH) und über diese hinaus 1968 mit Leyland (Rover und Triumph) zur British Leyland Motor Corporation (BLMC) fusioniert, später nur mehr British Leyland genannt.
1968 wurde der XJ 6 mit dem bewährten, langhubigen 4,2-Liter-XK-Motor und einer neuen Kurzhubvariante mit 2,8 Litern Hubraum eingeführt. Dieser Wagen war, von Details abgesehen, seinen Vorgängern technisch und optisch sehr ähnlich. Er wurde in England zum „Auto des Jahres“ gekürt.

### 1970er Jahre
1971 brachte Jaguar den V12-Motor heraus. Ursprünglich war der V12 für den Mittelmotor-Sportwagen XJ 13 entwickelt worden, mit dem Jaguar Mitte der sechziger Jahre in Le Mans wieder mitzumischen gedachte. Der ursprüngliche Entwurf hat vier obenliegende Nockenwellen, die Serienausführung aber nur zwei. Anstelle einer Einspritzanlage, für die kein Hersteller gefunden werden konnte, gab es vier Stromberg-Vergaser. Jaguar stellte den Motor im E-Type vor (der dadurch zum Series 3 wurde), doch schon ein Jahr später war er auch in der Limousine XJ 12 erhältlich. Dies war die erste viertürige Limousine mit zwölf Zylindern nach dem Zweiten Weltkrieg.

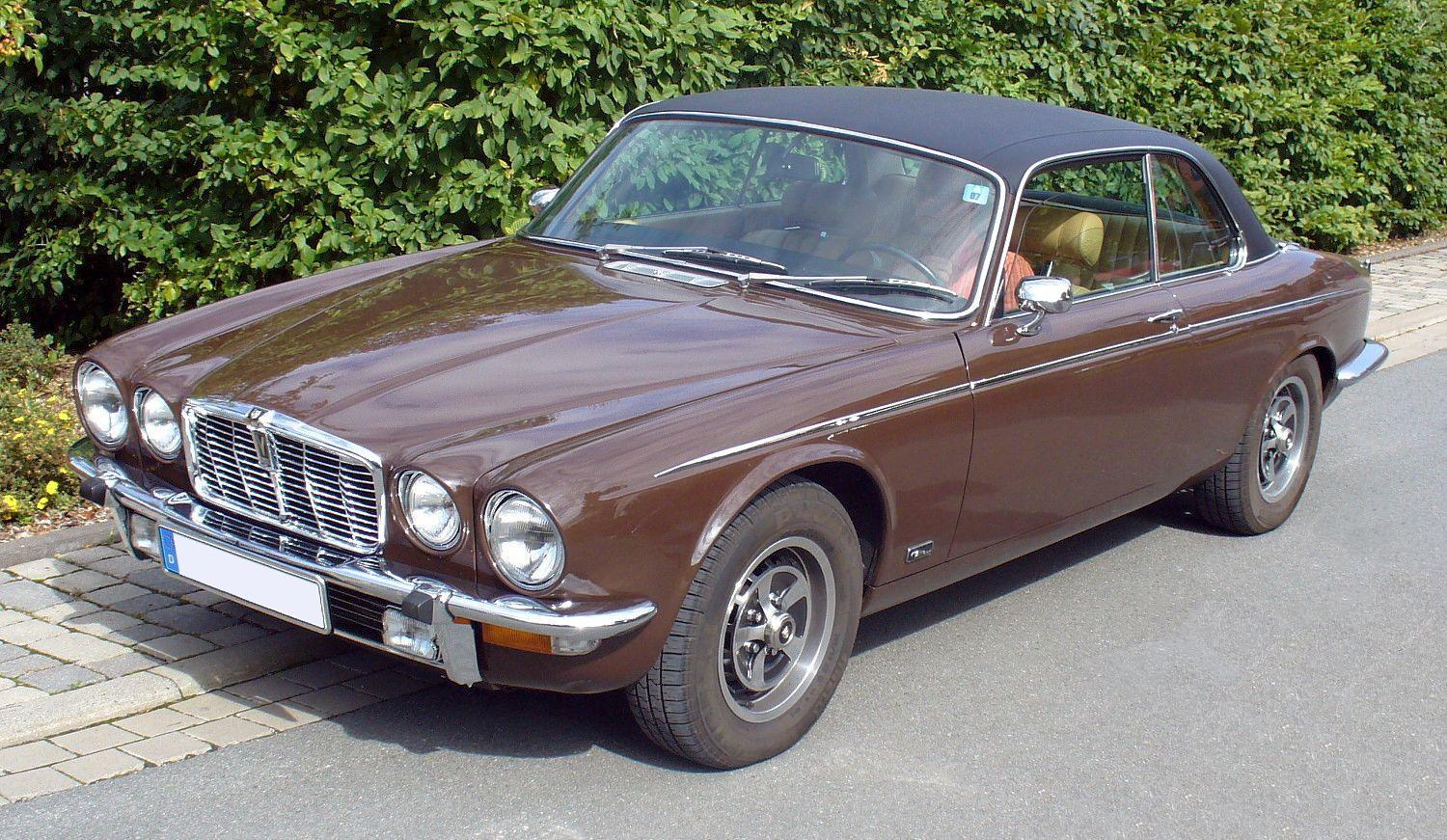
Jaguar XJ12 C

Die von der IAA 1973 bis Anfang 1979 angebotenen XJ-Modelle der Serie 2 bekamen – von einigen frühen XJ 6 abgesehen – einen längeren Radstand, der bereits 1972 an einigen Modellen der Serie 1 eingeführt worden war. Parallel entstanden auf dem kurzen Chassis die Coupés XJ 6 C und der XJ 12 C. Die Produktion lief erst 1975 an und endete bereits 1977. Das XJ-Coupe gilt unstreitig unter Designern als eines der schönsten Automobile aller Zeiten.
Ebenfalls in das Jahr 1975 fiel die Welt-Premiere des Jaguar XJ-S Coupes auf der IAA in Frankfurt, der mit seiner großen Coupékarosserie und den mächtigen Stoßfängern nach neuesten US-Normen zunächst nicht den Vorstellungen eines E-Type-Nachfolgers entsprach. Diese Stoßfänger waren in den USA vorgeschrieben, weil dort ein Fahrzeug einen Frontalaufprall mit 8 km/h unbeschadet überstehen können musste. Das XJ-S Coupe hatte seit Beginn seiner Produktion eine Benzineinspritzung, die Kraftstoffverbrauch und Abgasemissionen auf ein vor dem Hintergrund der damaligen „Ölkrise“ und US-Gesetzgebung vertretbares Niveau senkte.
Bereits 1966 fusioniert William Lyons sein Unternehmen mit der British Motor Corporation (BMC), die Pressed Steel, den Zulieferer der Karosserien gekauft hatte. Damit wurde Jaguar ein Teil der kurz darauf entstehenden British Leyland Motor Corporation (BLMC). Mitte der 1970er Jahre ging BLMC wegen zurückgehender Absatzzahlen das Kapital aus und sie wurde deshalb unter staatliche Kontrolle gestellt. Schlechte Verarbeitung, Missmanagement und ein sehr belastetes Verhältnis zu den Gewerkschaften waren der Grund für die stark rückläufigen Absatzzahlen von BLMC.

### 1980er Jahre

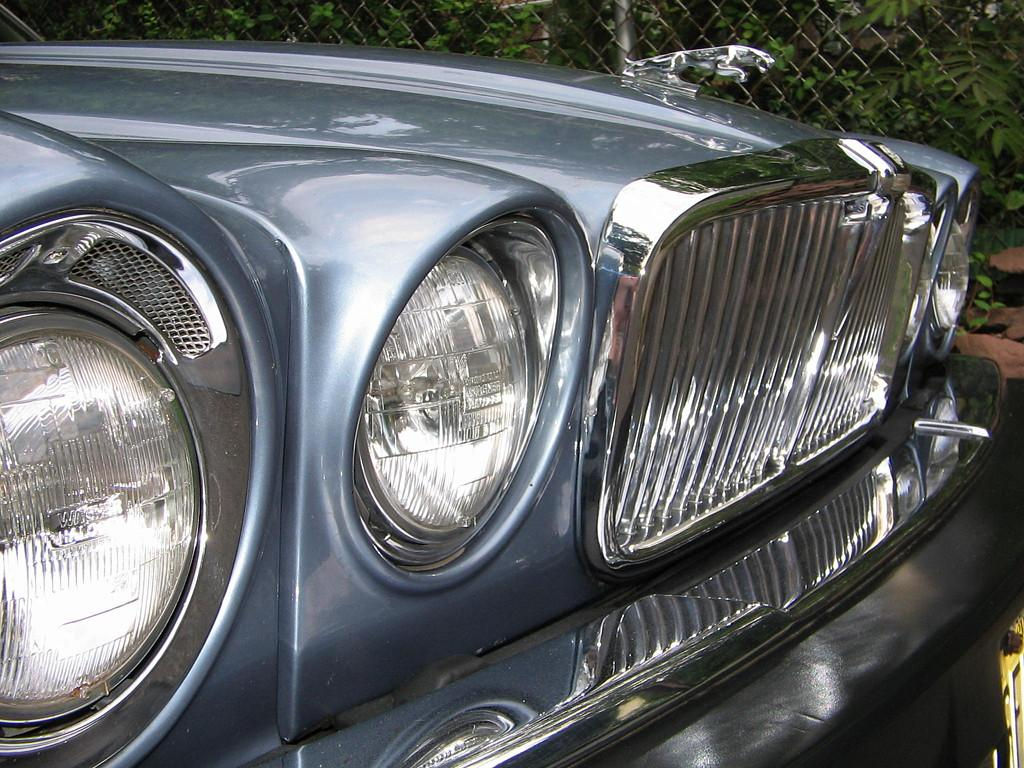
Jaguar XJ6 (Serie III) (1987)

Der Entwicklungs-Chef Bob Knight hatte es während der BLMC-Jahre verstanden, die technische Eigenständigkeit der Marke zu bewahren. 1980 übernahm jedoch Sir John Egan die Leitung bei Jaguar. In diesem Jahr konnten nur noch gut 13.000 Jaguar-Fahrzeuge verkauft werden. Zunächst vermutete Egan Schwächen im Vertrieb als Ursache, machte sich aber bald daran, die Qualität sowohl bei der Montage als auch bei den Zulieferteilen erheblich zu verbessern, um den hohen Standard von Daimler-Benz zu erreichen. Dies wurde bald für die Kundschaft spürbar, und so stiegen die Absatzzahlen der seit 1979 lieferbaren XJ-Serie 3 nachhaltig.
Dem Absatz half ab 1981 auch die technische Weiterentwicklung des V12-Motors zum in der Tat überraschend sparsamen H.E. (High Efficiency). Sein Geheimnis war das ungewöhnlich hohe Verdichtungsverhältnis von 12,5:1, das durch die Verwirbelung des Gemischs mit Hilfe des von Michael May entwickelten Fireball-Brennraums ermöglicht wurde. Die Einführung dieses Triebwerks ging beim XJ-S HE Coupe Hand in Hand mit einer kräftigen Überarbeitung, die den Wagen mit weniger plumpen, chromblitzenden Stoßstangen und holzverziertem Innenraum endlich so elegant und luxuriös aussehen ließ wie der hohe Preis es schon von Anfang an hätte erwarten lassen.

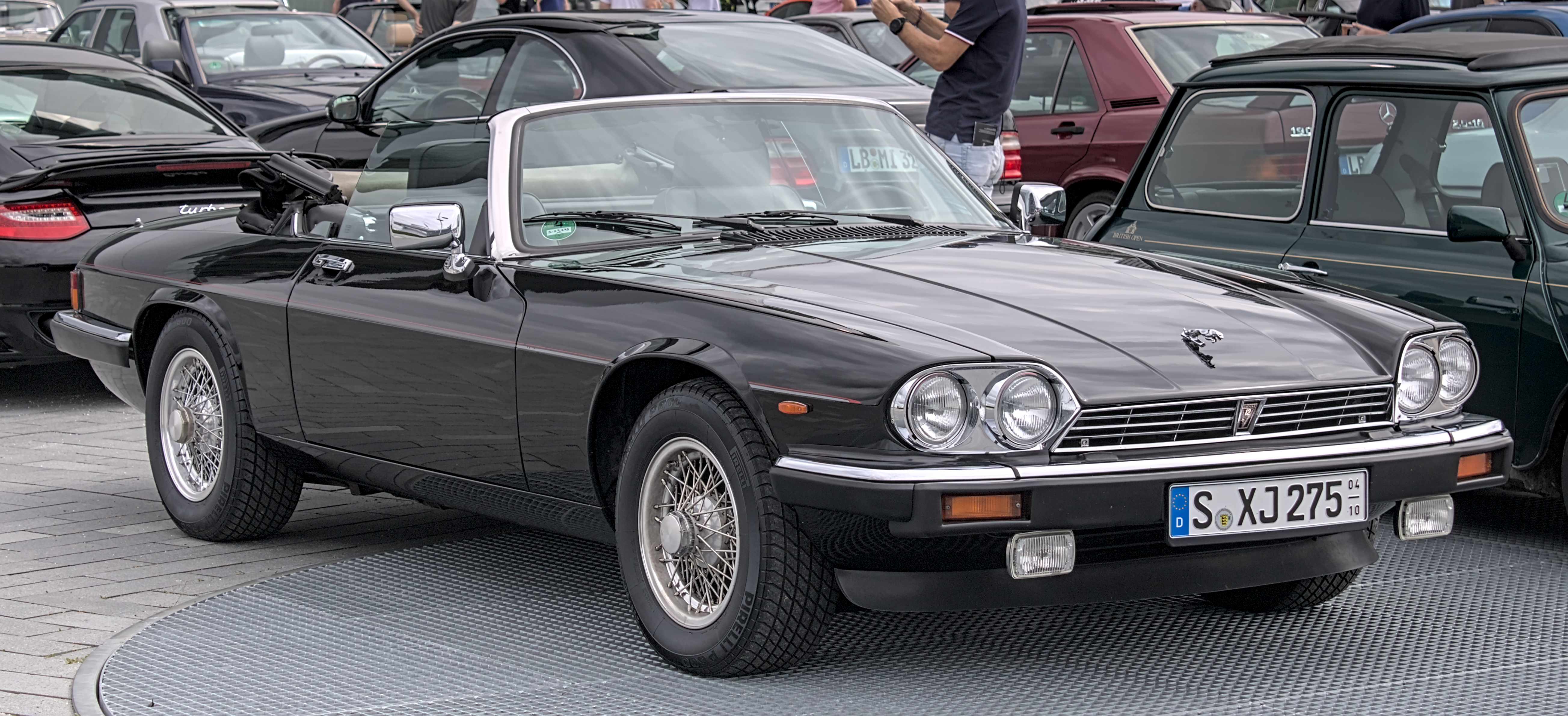
Jaguar XJ-S Convertible

1982 wurde die Austin Rover Group (ARG) gegründet, in der die meisten Marken von British Leyland weitergeführt wurden. Jaguar und Daimler wurden jedoch in der Jaguar Car Holdings weitergeführt, bis sie mittels einer Aktienemission im August 1984 vom Mutterunternehmen abgetrennt wurden.
Immer lauter wurde der Ruf nach einer offenen Ausführung des XJ-S. Darum wurde im Oktober 1983 als Übergangslösung der XJ-SC 3.6 mit festem Dachbügel vorgestellt. Dieser erhielt erstmals den als Nachfolger der altbewährten XK-Maschine entwickelten AJ6-Motor mit 3,6 Litern Hubraum, Jaguars ersten Serien-Vierventiler. Zum Modelljahr 1986 war der XJ-SC HE auch mit dem V12-Motor erhältlich. Der XJ-SC HE wurde Anfang 1988 durch das Vollcabrio XJ-S V 12 Convertible ersetzt, das zunächst nur mit V12-Motor erhältlich war.

Daimler 3,6 aus der Baureihe XJ 40 (1988)

Im Oktober 1986 wurde der vollständig neu konstruierte XJ 40 als Nachfolger des XJ 6 vorgestellt, in den bekannten Ausführungen XJ 6, Sovereign und Daimler (in USA Jaguar Vanden Plas genannt), angetrieben durch die inzwischen stark verfeinerte AJ6-Maschine, die es hier auch mit 2,9 Litern Hubraum und dem Zwölfzylinder-Kopf mit nur zwei Ventilen je Zylinder gab. Die Motoren wurden 1988 auf 4.0 bzw. 1989 auf 3,2 Liter Hubraum vergrößert, letzterer dabei auf die Zylinderkopfkonstruktion des 4.0 umgestellt. Der V12 selbst, auf sechs Liter Hubraum vergrößert, fand erst ab Februar 1993 in der modernen Limousine mit dem Code XJ 81 Verwendung. Kurze Zeit später waren die gehobeneren Ausführungen von XJ 40 und XJ 81 auch als Majestic mit langem Radstand erhältlich (nicht zu verwechseln mit einem gleichnamigen Sondermodell für die USA aus dem Jahr 1990).
Ende 1989 wurde Jaguar von der Ford Motor Company übernommen.

### 1990er Jahre

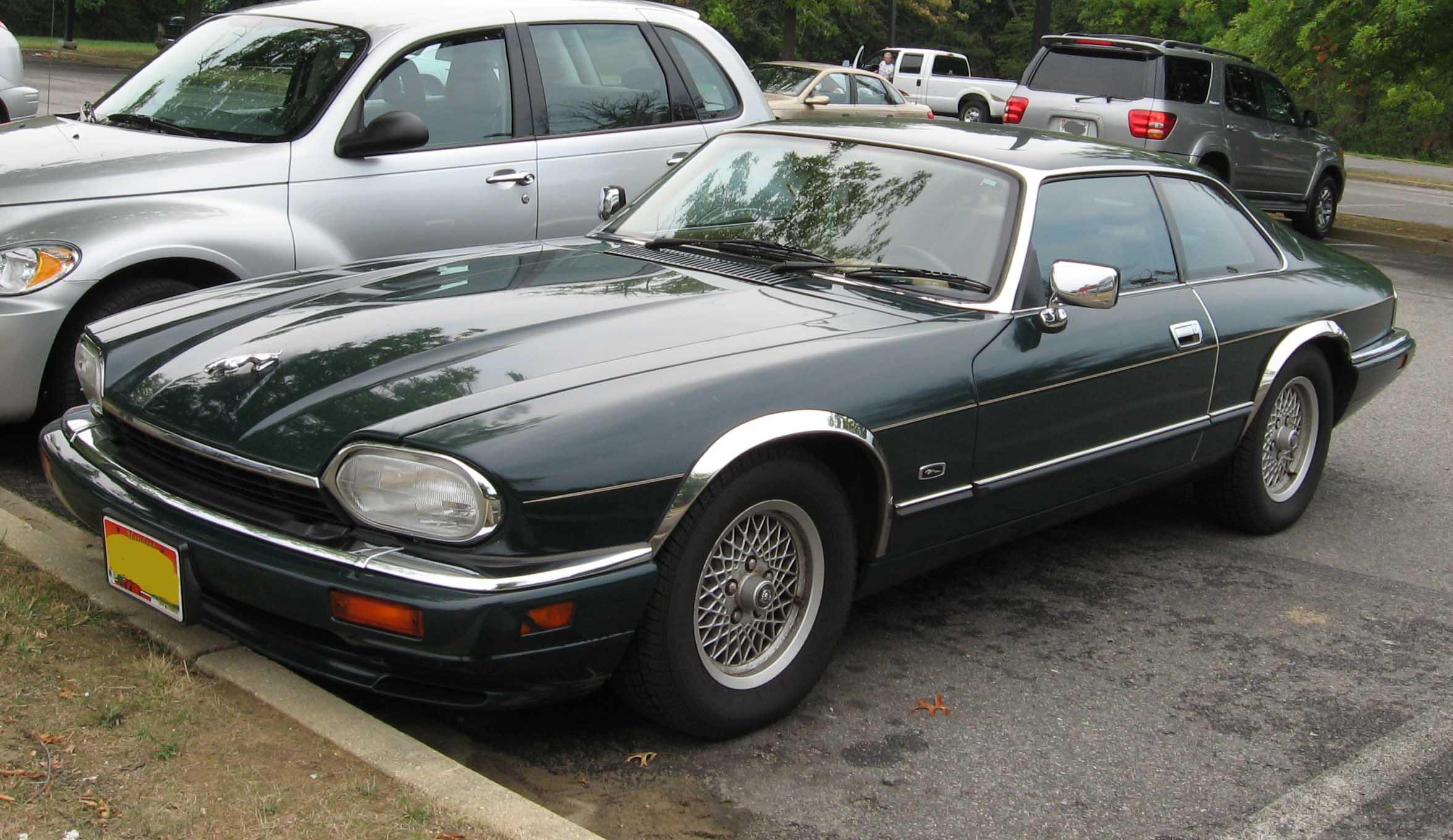
Jaguar XJS Coupé

Ab 1991 wurde die gesamte XJ-S-Baureihe gründlich überarbeitet; fortan entfiel der Bindestrich in der Modellbezeichnung. Der bei dieser Überarbeitung eingeführte Vierliter-Motor war ab 1992 auch im Convertible erhältlich. Im Frühjahr 1993 übernahm der Jaguar XJS den von 5,3 auf 6,0 Liter Hubraum erweiterten und überarbeiteten V12. Modifikationen wie Fahrerairbag und Wegfahrsperre wurden selbstverständliche Ausstattungsteile. Mit zusätzlichen Sitzpolstern hinten statt eines Stauraumes avancierte das Convertible zu einem formschönen, aber recht engen 2+2. Der XJS 4.0 erhielt Mitte 1994 einen Beifahrerairbag, eine überarbeitete Lederausstattung sowie den stark verbesserten AJ 16-Motor (ebenso wenige Monate später auch die neu vorgestellte Limousine); der V12 blieb unverändert. Die Baureihe wurde im April 1996 nach der Produktion von über 100.000 Einheiten und mehr als zwanzig Jahren Bauzeit eingestellt. Zwar war zwischenzeitlich ein potentieller Nachfolger entwickelt worden, doch verwarf Jaguar diesen Entwurf, der schließlich, weiter modifiziert, als DB7 der Schwestermarke Aston Martin auf den Markt kam.
Mitte der 1990er Jahre erreichte Jaguar das erste Mal unter der Ford-Regie die Gewinnzone. Dies war zwei Modellen zu verdanken: den im Herbst 1994 eingeführten Limousinen XJ6/XJ12/XJR (letztere erstmals bei Jaguar mit Kompressor) der Reihe X 300 und dem im Herbst 1996 eingeführten, in der Linienführung vom E-Type beeinflussten Sportwagen XK 8. Die Limousine war nicht neu konstruiert, sondern entstand durch ein tiefgreifendes Facelifting der Vorgängerbaureihe mit AJ 16- und V12-Motoren. Im XK 8 debütierte der von Jaguar völlig neu konstruierte AJ-V8 Vierliter-V8-Motor, der ein Jahr später auch in den Limousinen erhältlich war, dort auch mit 3,2 Liter Hubraum und mit Kompressor im XJR, bald danach auch im Sportwagen XKR. Die Fertigung des V12 wurde nach mehr als 25 Jahren Bauzeit eingestellt. Der Jaguar-V12 gilt in Fachkreisen als laufruhigster Ottomotor aller Zeiten. Die intern nunmehr X 308 titulierte Baureihe war äußerlich kaum von ihren Vorgängern zu unterscheiden, wohingegen Innenraum und Armaturenbrett überarbeitet worden waren.
Ford fasste 1998 die Marken Jaguar, Aston Martin und Lincoln zur Premier Automotive Group (kurz PAG) zusammen. Die Marke Lincoln wurde jedoch bald wieder aus der PAG herausgenommen. 1999 erwarb Ford Volvo, im Jahr 2000 Land Rover und fügte beide Unternehmen in die PAG ein.

### 2000er Jahre

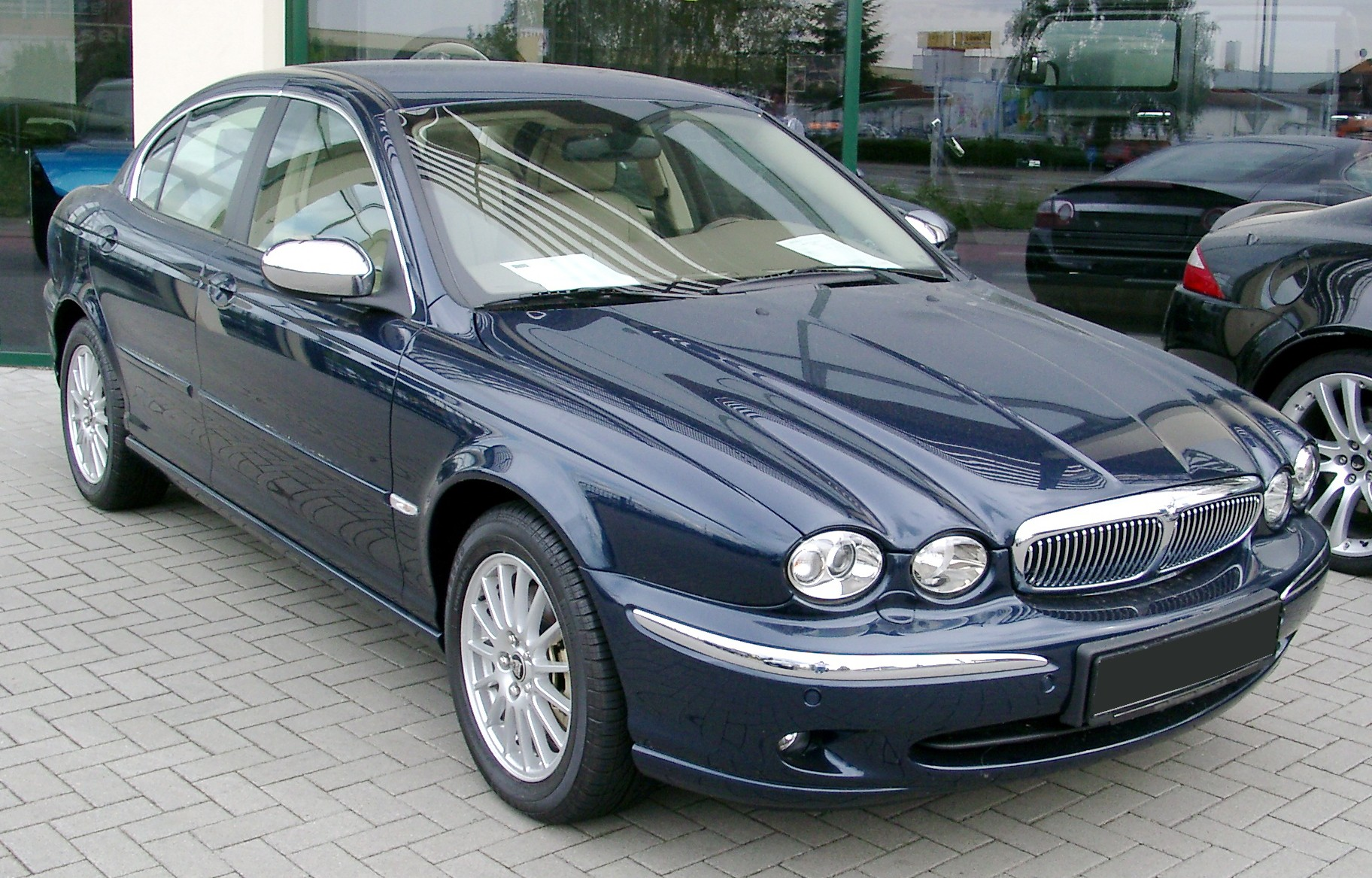
Jaguar X-Type

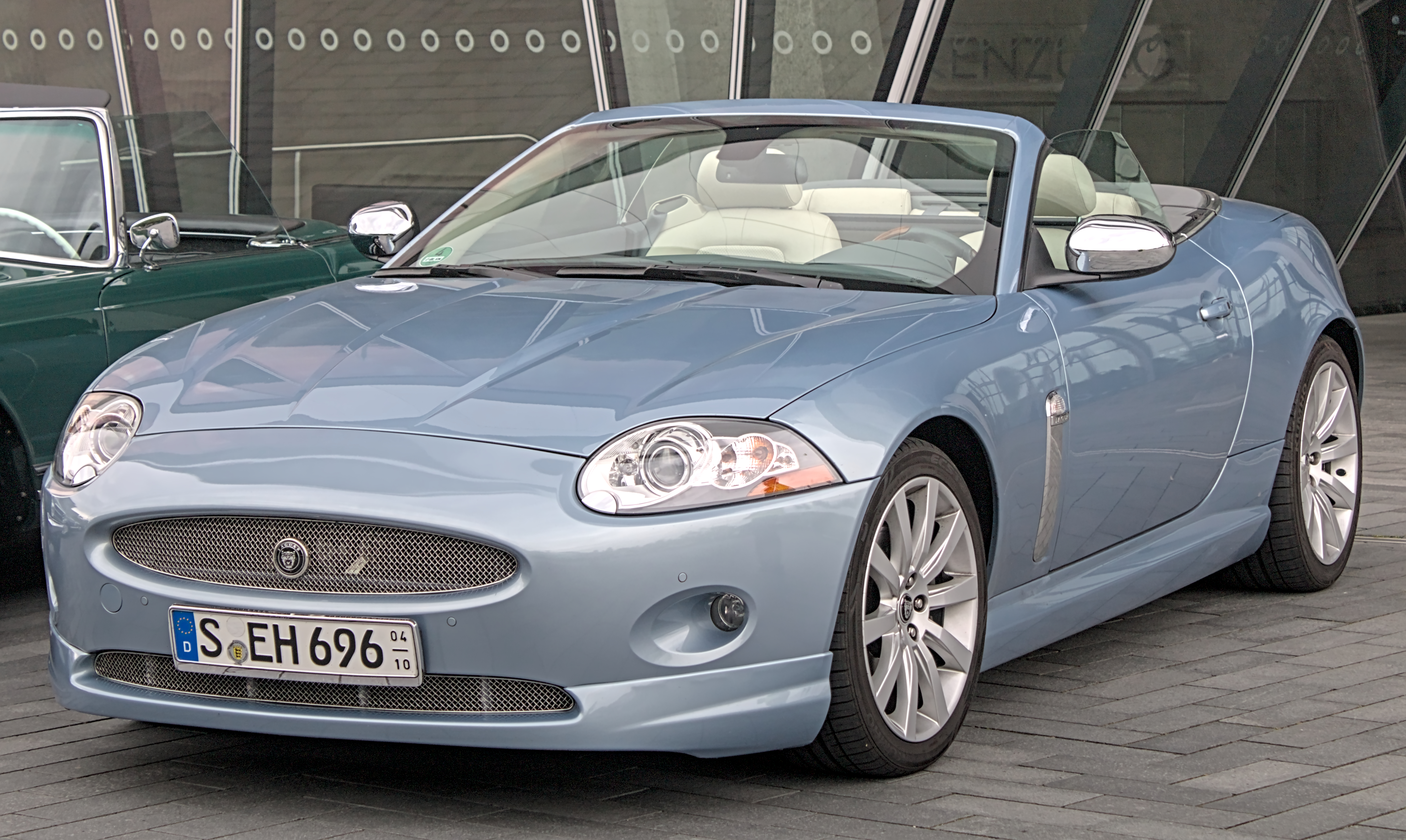
Jaguar XK Cabriolet

Mit Hilfe zweier kompakterer Limousinenbaureihen sollte die Produktionskapazität von 50.000 auf 200.000 Einheiten pro Jahr erweitert werden. Während der ab 1999 aus dem Werk Castle Bromwich lieferbare S-Type trotz anfänglicher, im Rahmen der Modellpflege bis 2002 korrigierter Schwächen die in ihn gehegten Erwartungen erfüllte, gelang das nicht mit dem kleineren, allradgetriebenen X-Type, der ab 2001 im Werk Halewood entstand. Dieses von Ford übernommene, bei Liverpool gelegene Werk war dafür vollständig saniert worden (bis Ende der neunziger Jahre hatte man dort den Ford Escort montiert).
Dies war auch die Zeit des kostspieligen, fünfjährigen Formel-1-Engagements von Ford unter der Marke Jaguar Racing. Zugleich fand der von der Kundschaft nachgefragte Sportwagen-Prototyp F-Type trotz zahlreicher Vorbestellungen nicht den Weg in die Serienfertigung. Beide Entscheidungen gingen auf Jacques Nasser, den damaligen Chief Executive bei Ford, sowie auf den Jaguar- und PAG-Chef Wolfgang Reitzle zurück, der zuvor viele Jahre Technik-Vorstand bei BMW gewesen war und 2003 nach Deutschland zurückkehrte.
Erst mit dem Dieselmotor (2.0 und 2.2 Liter) und dem sportlich-eleganten Kombi X-Type Estate verbesserten sich 2004 die Absatzzahlen der Modellreihe. Gleichwohl kämpfte Jaguar mit beträchtlichen Überkapazitäten – Grund für die hohen Verluste, die es nun zu verkraften hatte. Im Jahr 2005 baute Jaguar in England 1150 Stellen ab und verkaufte das seit 1952 genutzte Jaguar-Stammwerk Browns Lane in Allesley bei Coventry. Das Werk Halewood wurde fortan von Land Rover mit genutzt.
Mit der 2003 eingeführten Baureihe X 350 erreichte Jaguar mit seinem Spitzenmodell XJ auch technisch wieder eine Vorrangstellung: Diese Limousine war Jaguars erster Versuch mit einer Aluminium-Karosserie in der Serienproduktion, die so gut wie vollständig ohne die bei anderen Fabrikaten üblichen Strangpressprofile auskam. Die V8-Motoren hatten 3,5 oder 4,2 Liter Hubraum, die Schaltautomatik sechs Gänge. Das Angebot wurde Anfang 2005 mit dem 2,7-Liter-Dieselmotor ergänzt, der bereits ein Jahr lang im S-Type erhältlich war. Mit der Luftfederung wurde trotz des geringen Gewichts ein erstklassiger Fahrkomfort erreicht.
Mit dem 2005 im Anschluss an die Studie „Advanced Lightweight Coupé“ vorgestellten Aluminium-Sportwagen XK/XKR wurde die Marke auch für Sportwagenfahrer wieder attraktiver. Die Kompressorausführung des 4,2 Liter kam auf 416 PS. Die Automatik wurde um eine Version mit manueller Gangwahl über Paddel hinter dem Lenkrad ergänzt. Im April 2009 wurden 5-Liter-Motoren mit 385 oder 510 PS eingeführt.
Nachdem Anfang 2007 Aston Martin aus der PAG herausgelöst und verkauft worden war, gelang in der ersten Jahreshälfte der Verkauf der Marken Jaguar und Land Rover an die indische Tata-Gruppe. Tata erwarb damit auch die Namensrechte an Daimler, Lanchester und Rover.

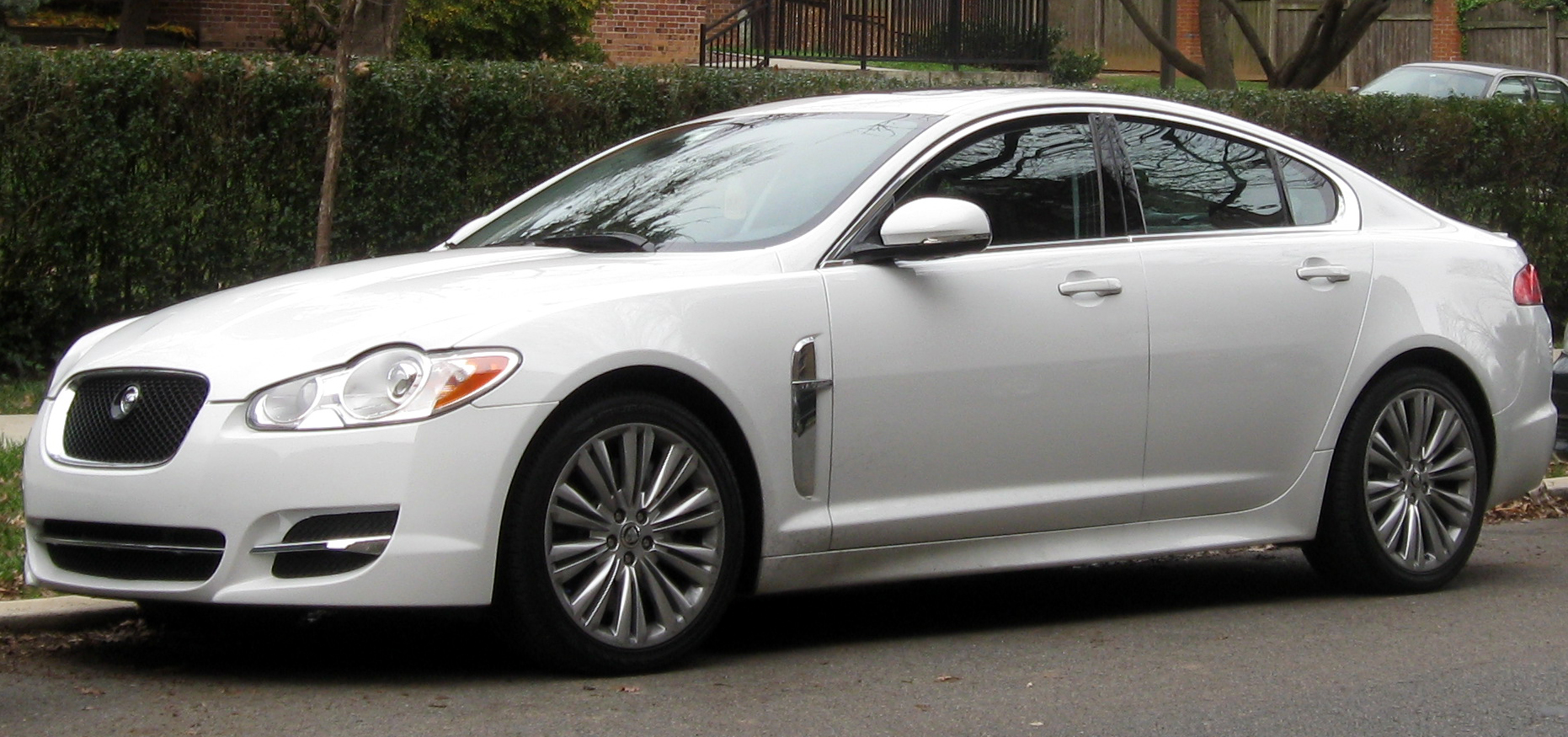
Jaguar XF Bj. 2010

Zur IAA stellte Jaguar 2007 (nach Vorstellung der Studie C-XF Anfang des Jahres) den Nachfolger des S-Type vor. Mit dem Namen XF wendete sich Jaguar ebenso von seiner Tradition ab wie mit der Formgebung. Technisch jedoch blieb der neue Wagen dem Vorgänger sehr ähnlich, von der Gangwahl über Paddel und zahlreichen elektronischen Details abgesehen. Der Wagen ging erst im Frühjahr 2008 in Produktion, und schon ein Jahr später wurden die Dieselmotoren auf 3 Liter (240 oder 275 PS) und der große Ottomotor auf 5 Liter (385 oder 510 PS) vergrößert.

### 2010 bis 2024

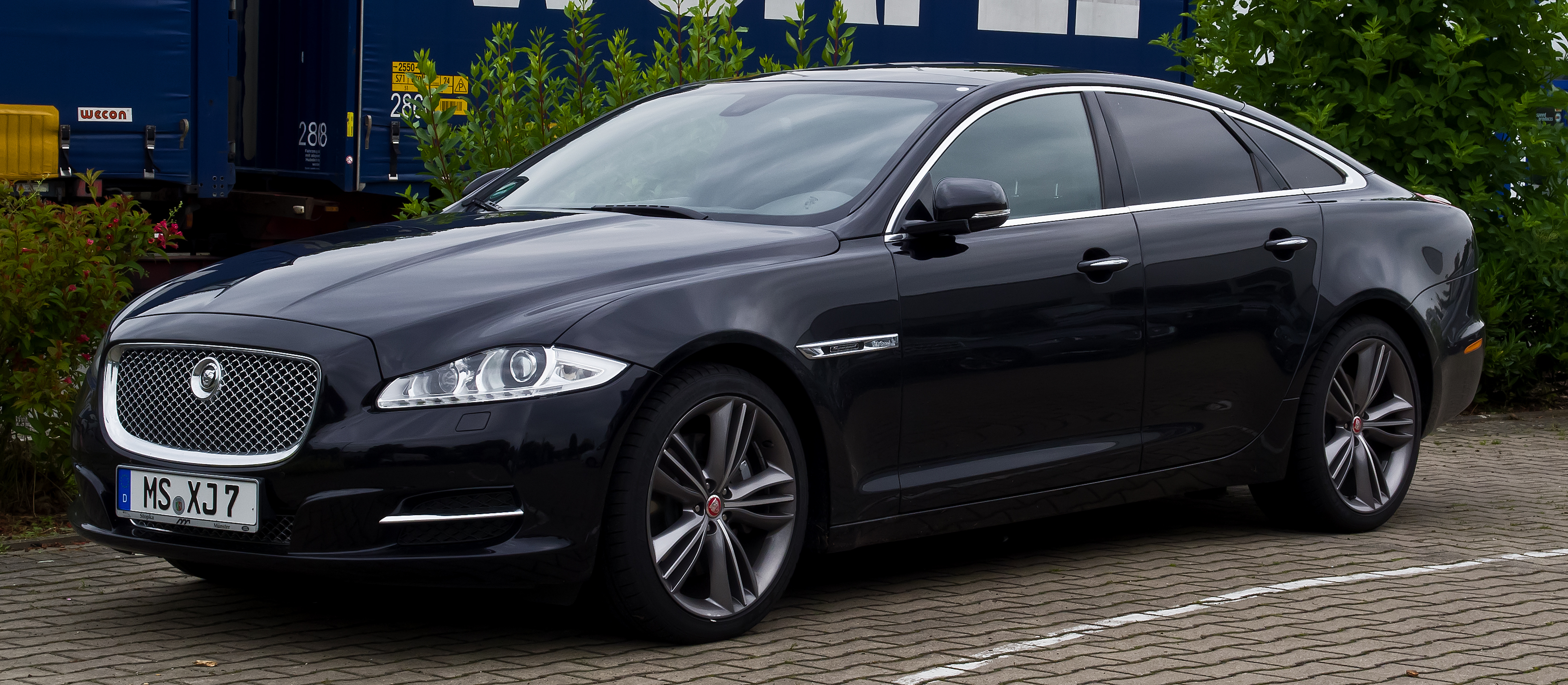
Jaguar XJ 3.0

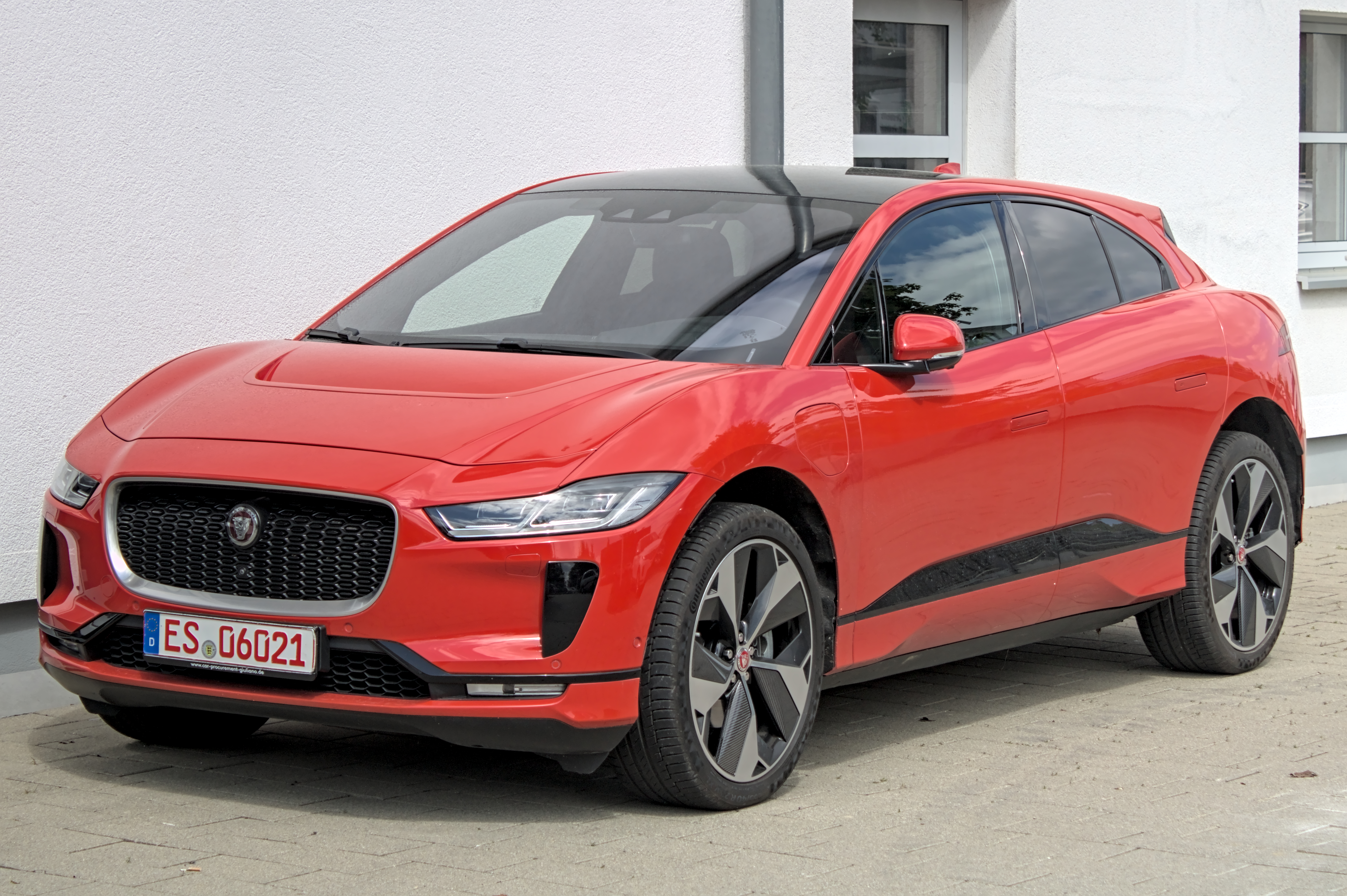
Jaguar I-Pace

2010 kam das Modell X351, eine neuentwickelte XJ-Luxuslimousine auf den Markt. Die Karosserie war, wie schon die des Vorgängermodells X350 von 2003, überwiegend aus Aluminium gefertigt. Auch beim neuen XJ orientierte sich Jaguar nicht mehr am Erscheinungsbild der vorherigen Baureihen, sondern setzte die mit dem XF begonnene Designentwicklung hin zu moderneren Formen fort.
Im Sommer 2011 wurde die XF Limousine überarbeitet und äußerlich stärker an den XJ angelehnt, ab Herbst 2012 wurde der XF auch als Kombi XF Sportbrake angeboten. Zwischen 2015 und 2024 wurde die zweite Generation des Fahrzeuges gebaut (X260).
Im September 2012 stellte Jaguar auf dem Pariser Autosalon den neuentwickelten zweisitzigen Sportwagen F-Type vor, der im Mai 2013 auf den Markt kam: Angeboten wurden aufgeladene Motoren mit Hubräumen zwischen zwei und fünf Litern.
Im September 2014 stellte Jaguar auf dem Pariser Autosalon das neuentwickelte Mittelklassemodell Jaguar XE (Codename X760) vor, das zwischen 2015 und 2024 hergestellt wurde. Das Fahrzeug folgte dem bis 2009 produzierten X-Type in diesem Marktsegment nach.
Anfang 2015 stellte Jaguar den F-Pace auf der North American International Auto Show in Detroit vor, das erste SUV des britischen Herstellers. In Abgrenzung zu den unter der Dachmarke Jaguar Land Rover etablierten Range-Rover-Modellen soll sich der F-Pace als Crossover-SUV in die sportliche Ausrichtung der Marke Jaguar einfügen. Nach Markteinführung im Jahr 2016 stiegen die Jaguar-Gesamtverkäufe um insgesamt 77 Prozent.
Auf der Los Angeles Auto Show 2016 präsentierte Jaguar mit der Studie I-Pace sein erstes rein elektrisch angetriebene Modell, die ersten Fahrzeuge wurden im Herbst 2018 ausgeliefert.
2017 wurde der E-Pace vorgestellt, ein weiteres, etwas kleineres SUV. Der E-Pace basierte technisch auf dem Range Rover Evoque und wurde nicht in Großbritannien, sondern in Österreich bei Magna Steyr produziert.
Mitte 2019 wurde der XJ (X351) ersatzlos eingestellt. Damit räumte Jaguar das Marktsegment, das seit den 1950er Jahren (beginnend mit dem Mark VII) durchgehend von leistungsstarken Oberklasse-Limousinen besetzt worden war und zur Kernkompetenz der Marke gehörte. Angekündigt wurde ein Nachfolgemodell, das ausschließlich elektrisch angetrieben werden sollte. Dieses sollte zunächst 2020 erscheinen, wurde dann auf 2022 verschoben und schließlich ganz abgesagt.
Nach E-Pace und I-Pace führte Jaguar bis 2024 keine neuen Modelle mehr ein. Die Verkäufe, die nach der Einführung der SUVs noch einmal kräftig angestiegen waren, sackten vom Höhepunkt 2018 bis 2022 auf weniger als die Hälfte ab. Jaguar erwirtschaftete Jahr für Jahr Verluste.

### 2024 bis heute
Im November 2024 stellte Jaguar einen radikalen Neuanfang der Marke vor, der gemischte Reaktionen hervorrief. Die Produktion aller bisher gebauten Modelle wurde eingestellt, nur der F-Pace sollte noch ein Jahr lang weitergebaut werden. Künftig soll Jaguar ausschließlich vollelektrische Fahrzeuge herstellen. Im Dezember 2024 wurde das Konzeptfahrzeug Type 00 vorgestellt. Das erste neue Serienmodell – ein viertüriger GT – wurde für den Spätsommer 2026 angekündigt.

## Jaguar im Motorsport
Die größten Erfolge:

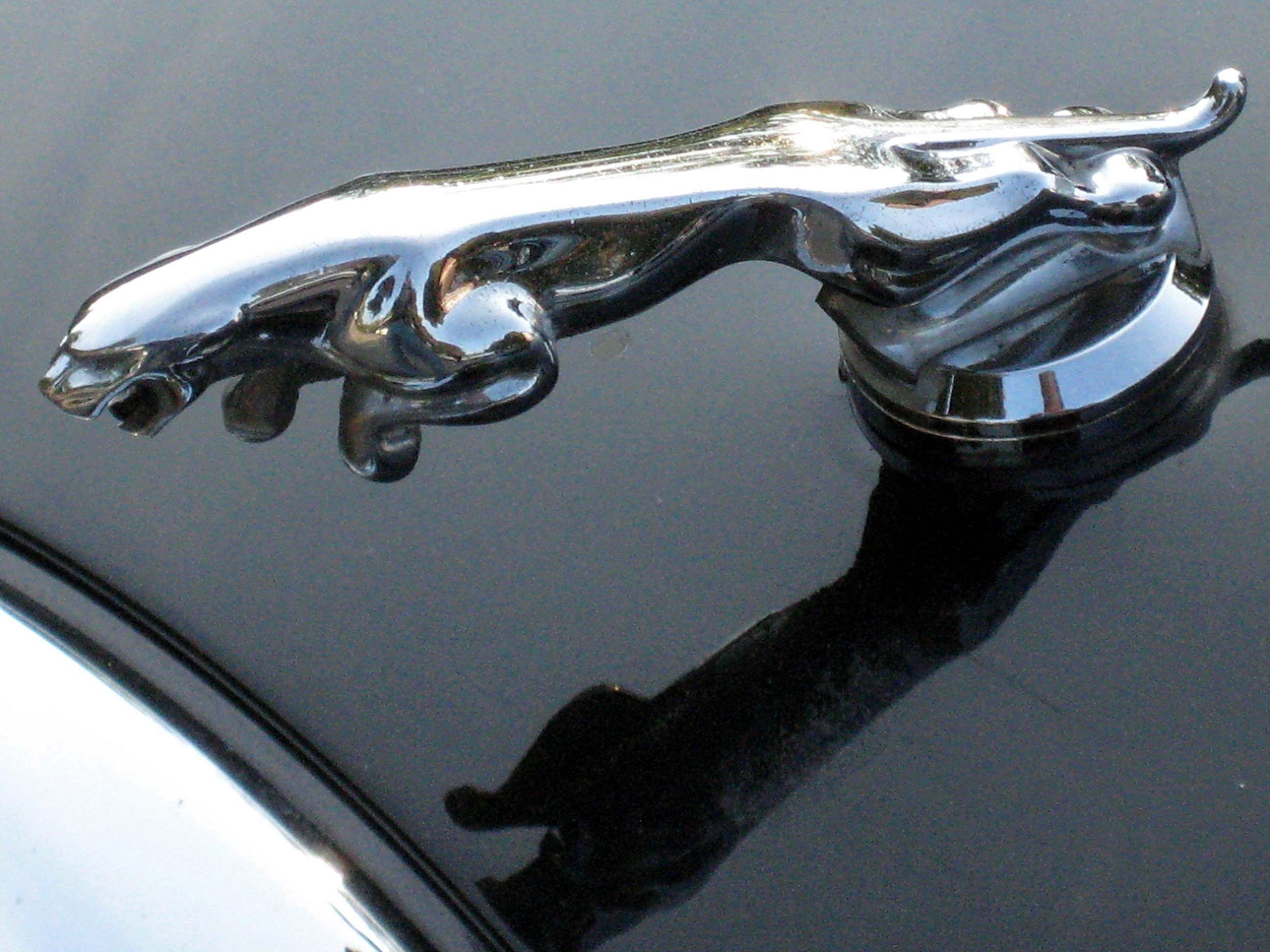
Moderne Kühlerfigur: Der sogenannte Leaper wird von Jaguar wegen der Verletzungsgefahr nicht mehr werkseitig montiert, ist aber für Liebhaber im Zubehörhandel erhältlich.

- 1951, 1953, 1955, 1956, 1957, 1988 und 1990 Siege beim 24-Stunden-Rennen von Le Mans
- 1956 zusätzlich Sieg der Rallye Monte Carlo
- 1963 und 1984 Tourenwagen-Europameister
- 1987 und 1988 Sportwagen-Weltmeister
- 1988, 1990 und 1992 Siege beim 24-Stunden-Rennen von Daytona

William Lyons tummelte sich schon als junger Mann erfolgreich im Motorrad-Rennsport. Als er mit der Swallow-Beiwagen-Fertigung begann, sorgte er also dafür, dass seine Produkte bald im Seitenwagen-Rennsport präsent waren, so beispielsweise bei der Sidecar TT (Teil der legendären Tourist Trophy auf der Isle of Man).
Ab 1936 wurde der SS 100 bei Rennen und Rallyes eingesetzt. Der Gletscherpokal von der Alpenfahrt 1936 (Tommy und Elsie Wisdom) und ein Doppelsieg 1937 bei der RAC (Royal Automobile Club) Rally (Jack Harrop, Tommy Wisdom) untermauerten den Erfolg des SS 100.
1949 verbuchte der XK 120 beim ersten Serienwagenrennen auf der neu eröffneten britischen Flugplatzrennstrecke von Silverstone einen Doppelsieg (Leslie Johnson, Peter Walker). Auch die Internationale Österreichische Alpenfahrt beendete der XK 120 schon im ersten Anlauf 1950 unter Ian und Pat Appleyard siegreich – letztere war Lyons’ Tochter. Die mehrfache strafpunktfreie Teilnahme des Teams wurde 1953 mit einem goldenen Alpenpokal honoriert.
1950 entschloss sich Jaguar, mit dem XK 120 beim 24-Stunden-Rennen von Le Mans an den Start zu gehen. Der Sportwagen erwies sich als ausreichend dauerhaft und schnell, um in diesem harten Langstreckenrennen mithalten zu können. Für 1951 wurde ein erheblich verbessertes Rennmodell, der XK 120 C oder C-Type (C für Competition) mit von Malcolm Sayer gestalteter, strömungsgünstigerer Alukarosserie, filigranem Gitterrohrrahmen und noch weiter leistungsgesteigerter XK-Maschine entwickelt.

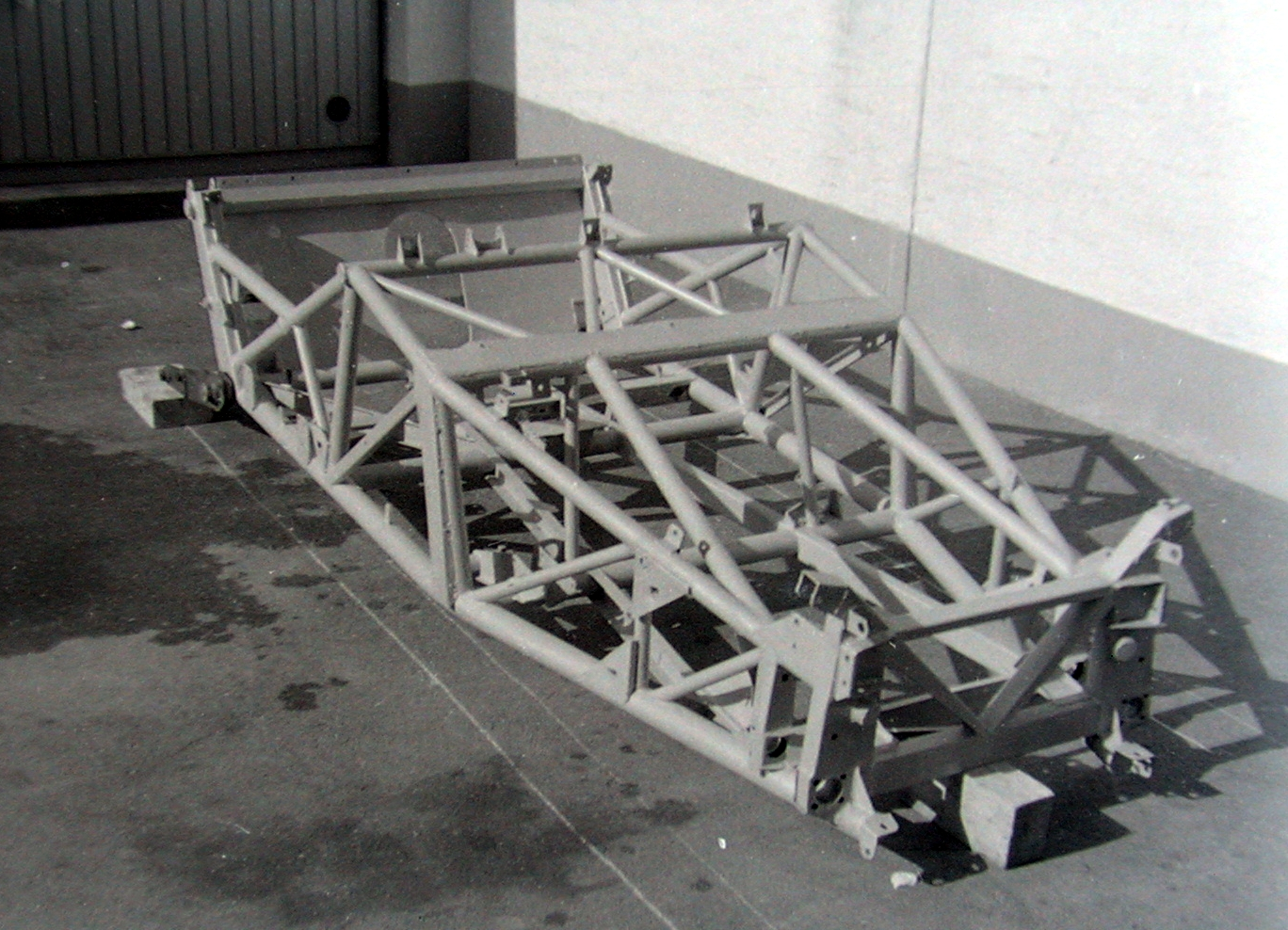
Gitterrohrrahmen C-Type

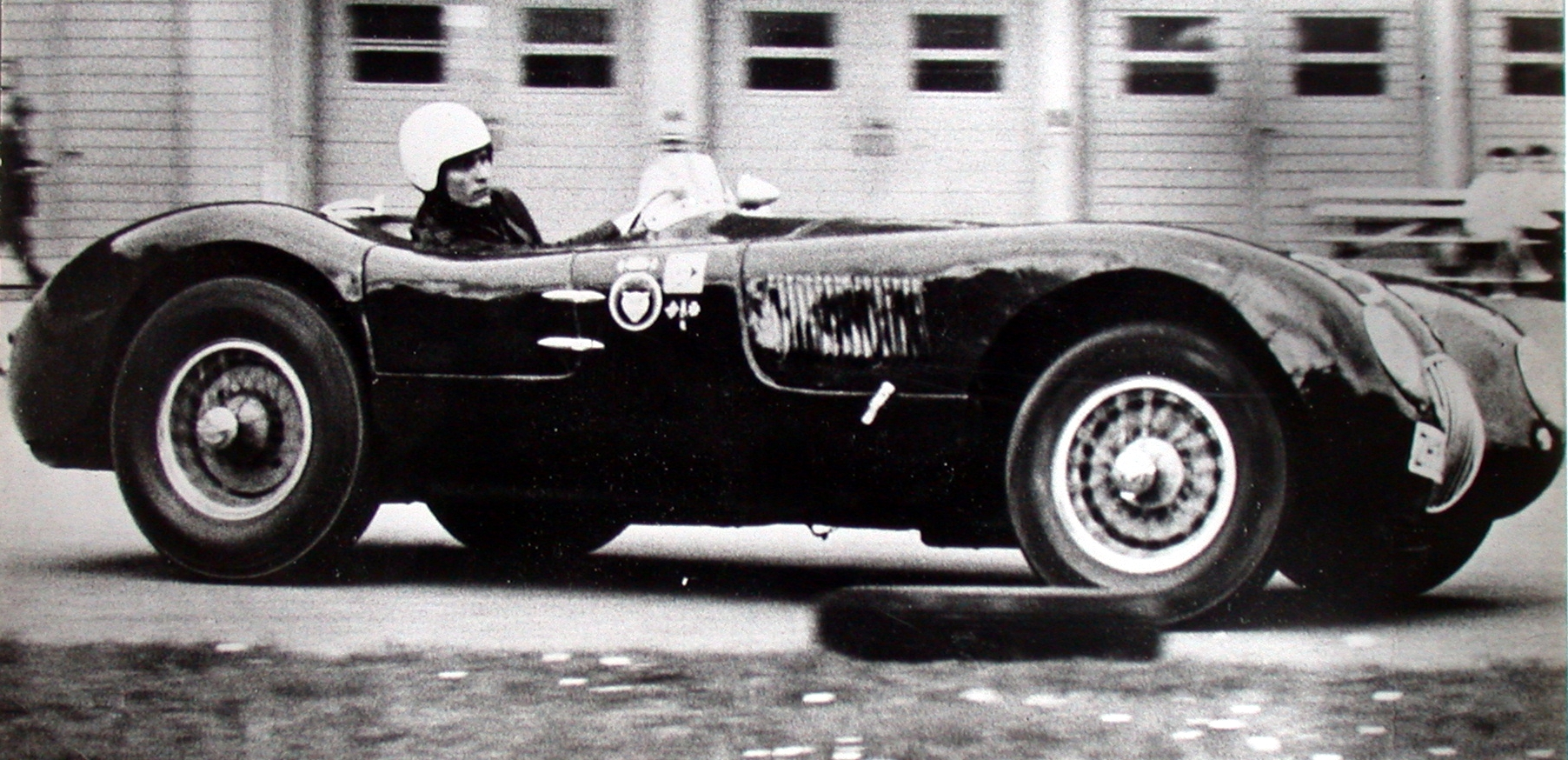
Jaguar C-Type XKC 045

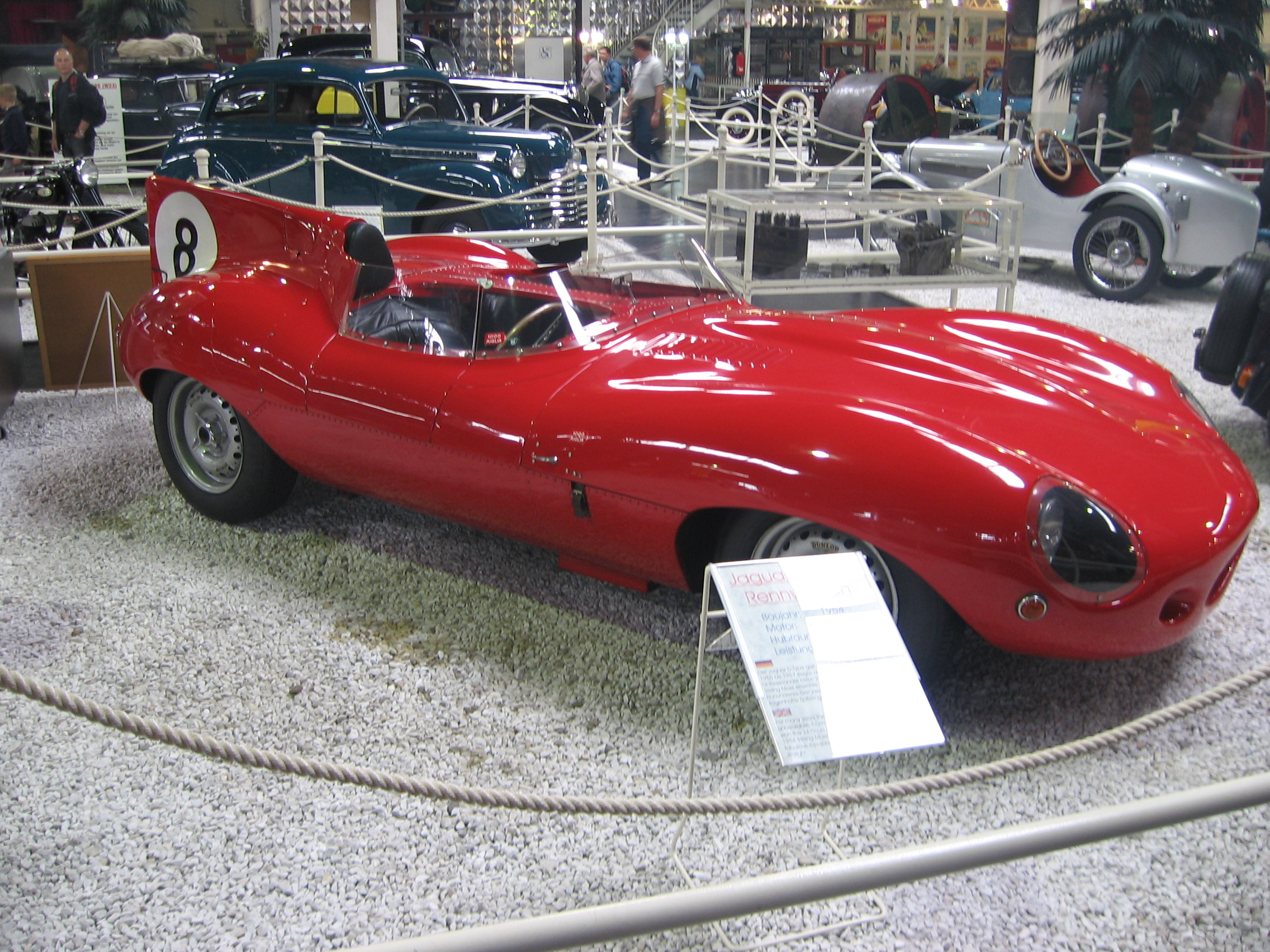
Jaguar D-Type (1954)

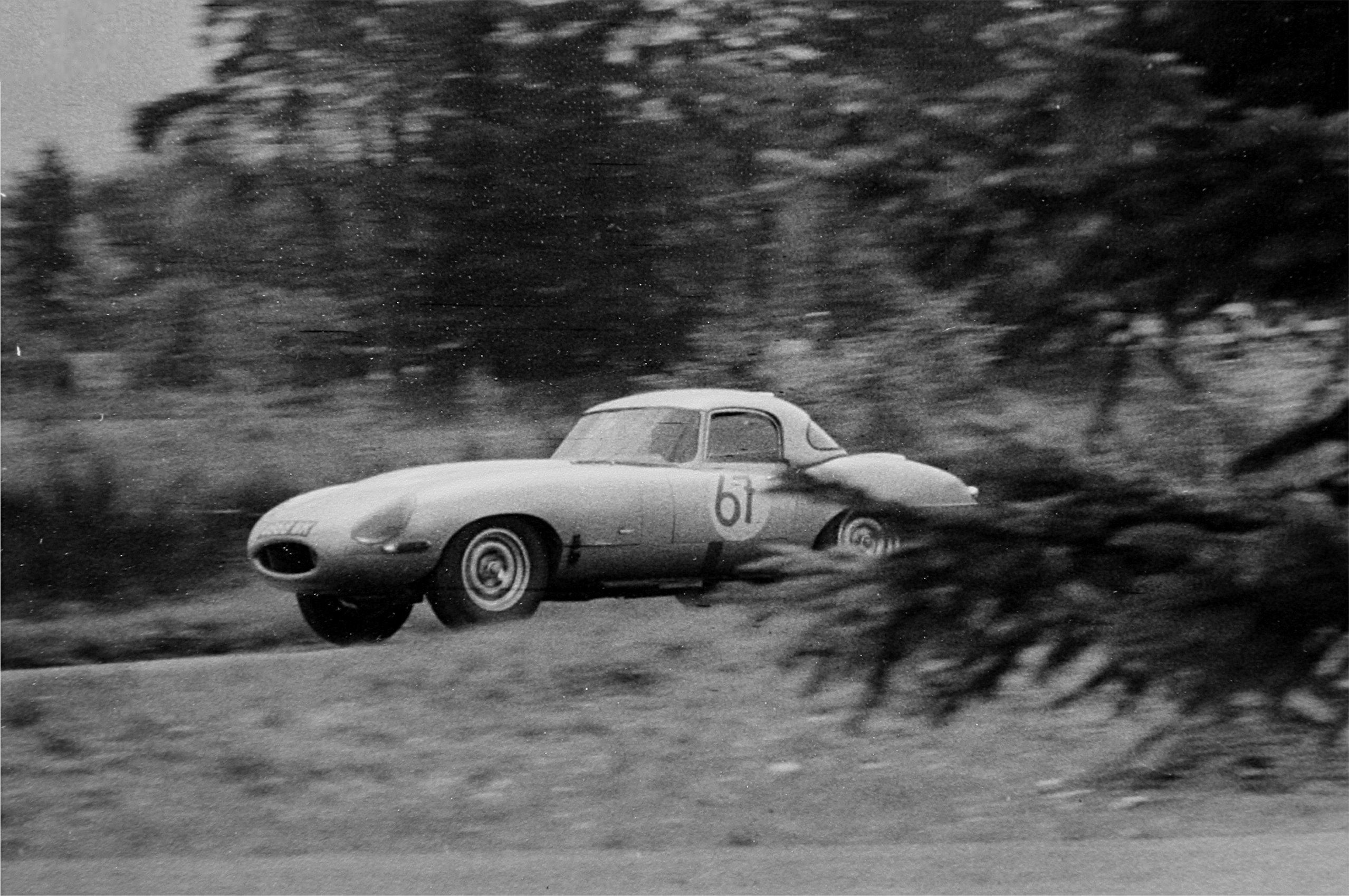
Jaguar E-Type 1963 auf dem Nürburgring

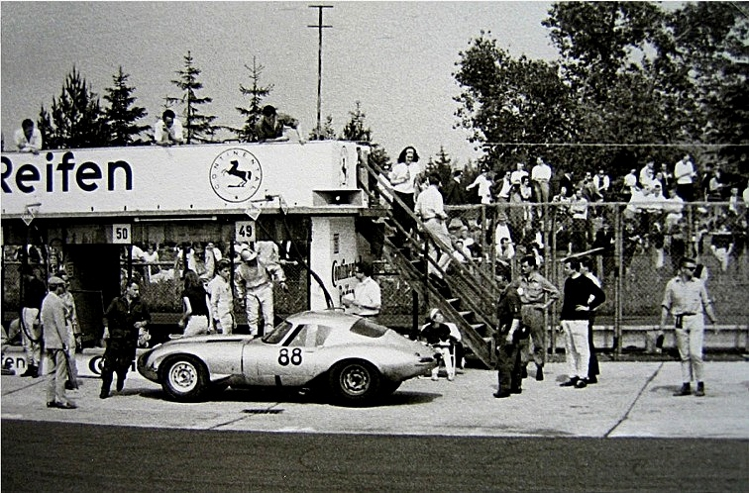
Peter Lindner (hinter dem Wagen) und Peter Nöcker (mit Helm) 1964 während des 1000-km-Rennens auf dem Nürburgring mit dem Lightweight beim Boxenstopp

Drei Fahrzeuge des C-Type traten in Le Mans an, der junge Stirling Moss war einer der Fahrer. Jaguar gewann das Rennen sowohl 1951 (Peter Whitehead und Peter Walker) als auch 1953 (Tony Rolt und Duncan Hamilton). Mit dem weiterentwickelten D-Type gewann Jaguar 1955 (Ivor Bueb und Mike Hawthorn), 1956 (Ron Flockhart und Ninian Sanderson) und 1957 (Ron Flockhart und Ivor Bueb) das 24-Stunden-Rennen. 1957 errang der D-Type auch die Ränge zwei, drei, vier und sechs.
Bereits Ende 1956 hatte Jaguar sich offiziell aus dem Rennsport zurückgezogen, setzte aber die technische Unterstützung von Privatfahrern und Rennställen wie Écurie Ecosse in beachtlichem Umfang fort.
Auf der Basis des D-Type wurde 1956 der XK-SS als straßentaugliche Version dieses Rennsportwagens entwickelt. Die Kleinserienproduktion dieses Roadsters wurde im Februar 1957 durch ein Großfeuer beendet, dem mehr als ein Drittel der Jaguar-Produktionsanlagen zum Opfer fiel. Die 17 gebauten XK-SS sind heute ebenso begehrte Sammlerobjekte wie die C-Type und D-Type selbst.
Mit etwas Glück trug auch der E-Type 1961 gleich bei seinem ersten Rennauftritt den Sieg davon. Um in der rasanten Rennwagenentwicklung mitzuhalten, entstand 1963 die Kleinserie Lightweight mit Aluminium-Karosserie, zusätzlichen PS, besseren Bremsen und weit breiteren Reifen. Der Lightweight war in Fahreigenschaften und Straßenlage überlegen. Der nicht mehr topaktuelle XK-Motor konnte aber nicht mehr auf das Leistungsniveau der Konkurrenz getunt werden. Der damalige Wiesbadener Jaguar-Importeur Peter Lindner besaß einen solchen Lightweight. In Montlhéry bei Paris verunglückte er tödlich, in ein Streckenpostenzelt schleudernd. Der E-Type wurde vollständig zerstört, später aber weitgehend mit Neuteilen wieder aufgebaut.
Mitte der 1960er Jahre arbeitete Jaguar an einem Mittelmotor-Rennprototyp mit V12-Motor. Dieser XJ 13 sollte jedoch – hauptsächlich wegen des stürmischen Fortschritts der Rennwagentechnik in jenen Jahren – niemals an einem richtigen Rennen teilnehmen und wurde einige Jahre streng geheim gehalten.
Unter der Ägide von British Leyland kehrte Jaguar 1976/77 kurz mit dem XJ 12 C in den Tourenwagen-Rennsport zurück, musste aber rasch einsehen, dass das anspruchsvolle technische Konzept des Wagens letztlich zu große Zugeständnisse bei der Zuverlässigkeit erzwang.
Der Schotte Tom Walkinshaw entdeckte zu Beginn der achtziger Jahre das Potential des XJ-S und präparierte ihn für die Tourenwagenklasse, die zu der Zeit von BMW beherrscht wurde. Die Radaufhängung des XJ-S erlaubte die reglementskonforme Verbreiterung der Reifen nach innen hin, während die nach außen zum Leidwesen von BMW nicht gestattet war. Den Protest von BMW konterte Walkinshaw mit einem Homologationsblatt, das den XJ-S mit nach innen verbreiterten hinteren Radkästen als Winterausführung für die dritte Welt auswies. Aus deutscher Sicht ist besonders Hans Heyer erwähnenswert, der auf XJ-S TWR unterwegs war.
Tom Walkinshaw Racing gewann mit dem Jaguar XJ-S 1984 die Europäische Tourenwagen-Meisterschaft. Im gleichen Jahr kam der Amerikaner Bob Tullius mit seinem Rennstall „Group 44“ und Jaguar-Werksunterstützung nach Le Mans. Es dauerte aber noch weitere vier Jahre, bis es TWR 1988 gelang, mit dem V12-motorisierten XJR 9 unter Jan Lammers, Johnny Dumfries und Andy Wallace das Rennen als Sieger zu beenden.
Im gleichen Jahr errang Jaguar einen Doppelsieg bei den 24 Stunden von Daytona sowie zum zweiten Mal in Folge die Sportwagen-Weltmeisterschaft.
1990 erzielte Jaguar Doppelsiege in Le Mans (Pryce Cobb, John Nielsen und Martin Brundle sowie auf dem zweiten Platz Jan Lammers, Andy Wallace und Franz Konrad) und in Daytona (Davy Jones, Jan Lammers und Andy Wallace sowie Martin Brundle, John Nielsen und Pryce Cobb). Auch 1992 war Jaguar dort siegreich, während 1993 in Le Mans der XJ 220 C (David Brabham, John Nielsen, David Coulthard) immerhin einen Klassensieg errang, der ihm allerdings später wieder aberkannt wurde. Man war – wie die Konkurrenz, die deswegen nicht behelligt wurde – ohne Kats gestartet, und so wurde der Pokal tatsächlich nie zurückgefordert.
Der Versuch von Ford, mit der Marke Jaguar in der Formel 1 Fuß zu fassen (von 2000 bis 2004) war nicht erfolgreich. Der damals mit dem Ford-Cosworth V10-Motor recht erfolgreiche Rennstall von Jackie Stewart wurde von Ford aufgekauft und mit viel Kapital ausgestattet, auch danach stammte der Motor von der damaligen Konzernschwester Cosworth. Fahrer waren Eddie Irvine und Johnny Herbert, später war besonders Mark Webber erfolgreich. Der Jaguar-Rennstall wurde Ende 2004 von Red Bull übernommen und firmiert seitdem als Red Bull Racing.

## Modelle
Überblick über die traditionellen Limousinen:
- 1 1⁄2 Litre, 2 1⁄2 Litre und 3 1⁄2 Litre (1946–1948): Fortsetzung der Limousinenbaureihe aus der Vorkriegszeit, im letzten Jahr auch wieder als vornehmes Cabriolet (Drophead Coupé genannt).
- Mark V (1948–1950): Äußerlich der Tradition verhaftet, nahm dieser Wagen die Fahrwerkstechnik des Sportwagens XK 120 vorweg.
- Mark VII (1951–1954): Dieser große Repräsentationswagen erreichte dank des XK-Motors die damals sensationelle Höchstgeschwindigkeit von 160 km/h.
- Mark VII M (1955/1956): Mit „schärferer“ Nockenwelle wurde eine beträchtliche Leistungssteigerung erreicht.
- Mark VIII (1956–1958): Stilistisch verfeinert, mit klassischerem Kühlergrill und oft in interessanter Zweifarbenlackierung.
- Mark IX (1959–1961): Trotz auf 3,8 Liter aufgebohrter Maschine und hochmodernen Scheibenbremsen nicht mehr ganz auf der Höhe seiner Zeit.
- Mark X, später 420 G (1962–1970): Eine Mischung moderner Technik aus dem E-Type mit traditionell-luxuriöser Ausstattung. Seine Technik lebte in der Daimler-Chauffeur-Limousine DS 420 von 1968 bis 1992 fort.

Überblick über die klassischen Limousinen:
- 2.4 Litre (1955–1959): Erster selbsttragender Jaguar, mit kurzhubigem XK-Motor, ab 1957 wahlweise auch mit dem klassischen 3,4-Liter-XK-Motor.
- Mark 2/240 und 340: (1960–1969): „Die eiserne Faust im seidenen Handschuh“ wurde dieser Tourenwagen seinerzeit genannt.
- S-Type: Mark II mit Hinterradaufhängung und Heck des Mark X, klassischer Luxus und moderate Straßenlage.
- 420 (1967–1969): S-Type mit auf 4,2 Liter aufgebohrter Maschine (bei E-Type und Mark X seit Oktober 1964 erhältlich) und Gesicht des Mark X.
- XJ Serie 1 (1969–1973): Stilistisch großer Wurf und Vermächtnis von Sir William Lyons. Kurzhubiger 2,8- und bewährter 4,2-Liter-Motor, ab 1972 auch V12. Serie 1 in der Regel als SWB (Short-Wheel-Base).
- XJ Serie 2 (1974–1979): 4,2 und – ab 1975 – 3,4 Liter, dazu die ab 1975 mit Kraftstoff-Einspritzung versehene V12-Maschine. Serie 2 nutzt in der Regel den um zehn Zentimeter verlängerten Radstand. Die zweitürigen Sportcoupés XJ 6 und XJ 12 auf kurzem Radstand wurden nur von 1975 bis 1977 gebaut.
- XJ Serie 3 (1980–1992): 3,4 Liter Vergaser- und 4,2 Liter Einspritzmotor bis 1986/87; V12 ab 1981 als sparsamerer H.E.
- XJ 40 (1987–1994): Komplette Neukonstruktion, mit neuer AJ6-Maschine (anfangs 2,9 und 3,6 Liter, ab 1989/90 3,2 und 4,0 Liter) und ab 1992 als 6-Liter-V12 (XJ 81); im letzten Baujahr auch als Majestic mit langem Radstand.
- X 300 (1995–1997): Überarbeitete Linienführung ohne größere technische Neuerungen, als X 330 ab Modelljahr 1996 auch mit langem Radstand; vorerst letzte XJ 6 und XJ 12.
- X 308 (1997–2002): Unterscheidet sich vom Vorgänger durch die neuen V8-Motoren mit 3,2 und 4,0 Litern Hubraum; daher die neue Bezeichnung XJ 8.
- X 350 (2003–2009): Erste selbsttragende Karosserie aus Aluminium.
- X 351 (2009–2019): Das Design des vorerst letzten XJ orientierte sich am 2008er XF.

Überblick über die sportlichen Limousinen:
- S-Type (1999–2007): Kompakteres Format, hochmoderne Technik wurde hier in einer Retro-Karosserie versteckt, die deutlich an den Mark 2 erinnert.
- X 250 (2008–2015): Als XF angesiedelt in der oberen Mittelklasse, Facelift im August 2011; ab 2012 auch als Sportbrake erhältlich.
- X 260 (2015–2024): Die meisten Änderungen des neuen XFsind unter der Karosserie zu finden (weniger Gewicht als der Vorgänger sowie Einführung weiterer Assistenzsysteme); Marktstart mit drei Diesel- und zwei Benzinmotoren.
- Jaguar XE (2015–2024): Der X760 ist ein Mittelklassemodell der Briten mit drei Benzin- und zwei Dieselaggregaten zur Auswahl.

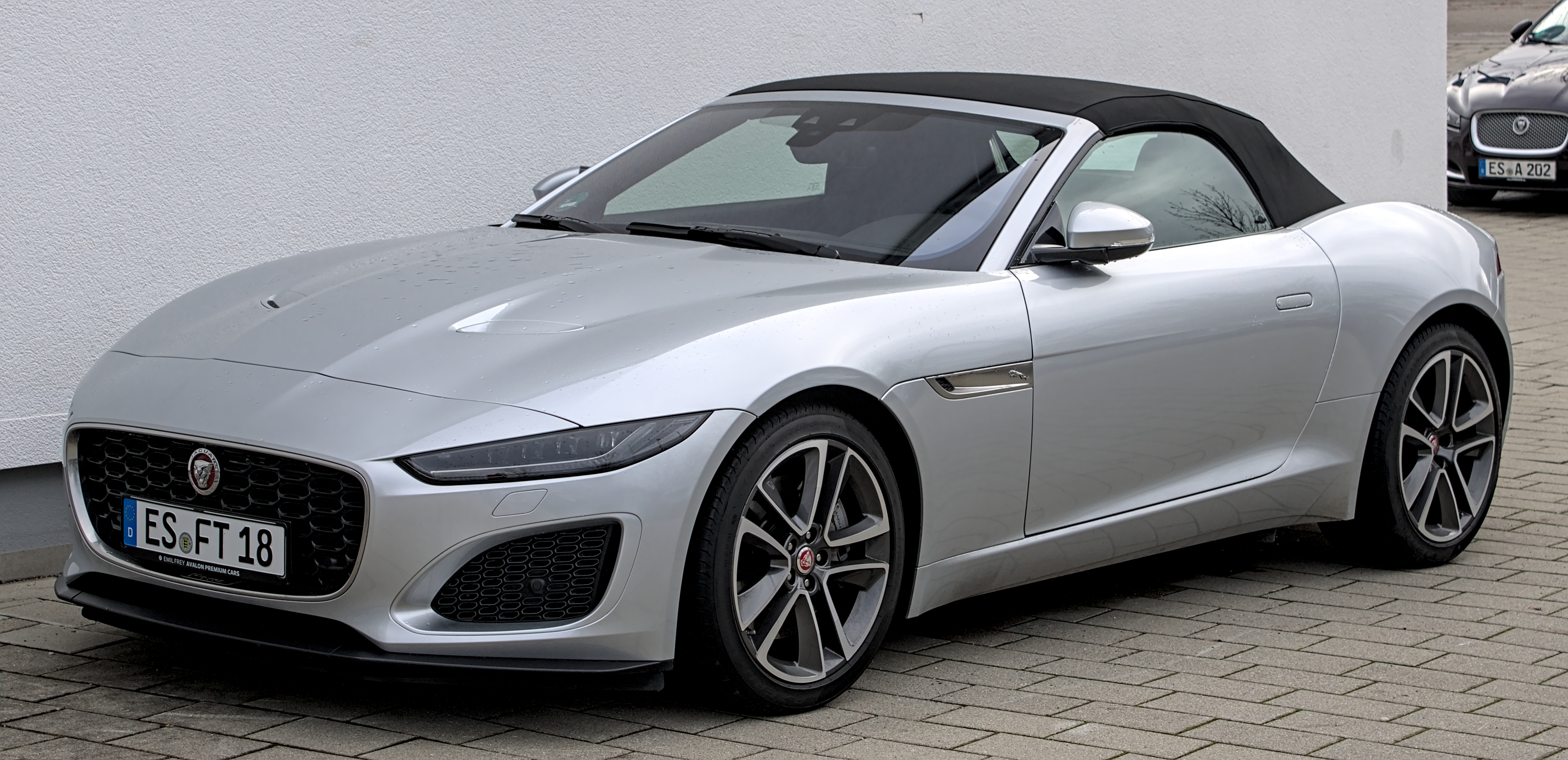
Jaguar F-Type

Überblick über die Sportwagenmodelle:
- XK 120 (1949–1954): Sein Name weist darauf hin, dass der Wagen eine Höchstgeschwindigkeit von 120 Meilen pro Stunde (etwa 193 km/h) erreicht.
- XK 140 (1955–1957): Der etwas schwerere Nachfolger wurde sehr stark auf den amerikanischen Geschmack hin konzipiert. Trotz eines stärkeren Motors erreichte er keine 140 mph.
- XK 150 (1957–1961): Fand zum Ende nicht dieselbe Marktresonanz wie seine Vorgänger, denn die Konstruktion mit separatem Chassis war nicht mehr sehr modern.
- E-Type (1961–1975): Der Klassiker wurde in drei Serien gebaut, wovon die dritte einen V12-Motor erhielt. Inoffiziell gab es auch eine Serie 1 ½.
- XJ-S/XJS (1976–1996): Litt in Europa anfangs darunter, dass er nicht aussah, wie man sich einen E-Type-Nachfolger vorstellte. Der XJ-S war mit Blick auf den US-Markt konzipiert, wo mehr als 80 % aller E-Type verkauft wurden. Der XJ-S ist der einzige Jaguar-Sportwagen, mit dem die Europäische Tourenwagenmeisterschaft gewonnen wurde.
- XK 8 und XKR (1997–2005): Mit dem formal an den legendären E-Type anknüpfenden Sportwagen wurde der von Jaguar völlig neu entwickelte Vierliter-V8 eingeführt. Bald folgte mit dem XJR Jaguars erster Kompressor-Sportwagen.
- XK, XKR-S und XK 60 (2006–2014): Der Nachfolger des X100 (XK 8, XKR) leitete mit seiner Aluminiumkarosserie die Designentwicklung zu moderneren Formen ein. Er war mit V8-Motoren zwischen 3,5 und fünf Litern bestückt.
- F-Type (2013–2024): Neuentwickelter Zweisitzer mit 3-Liter-V6- oder 5-Liter-V8-Kompressormotoren.

SUV:

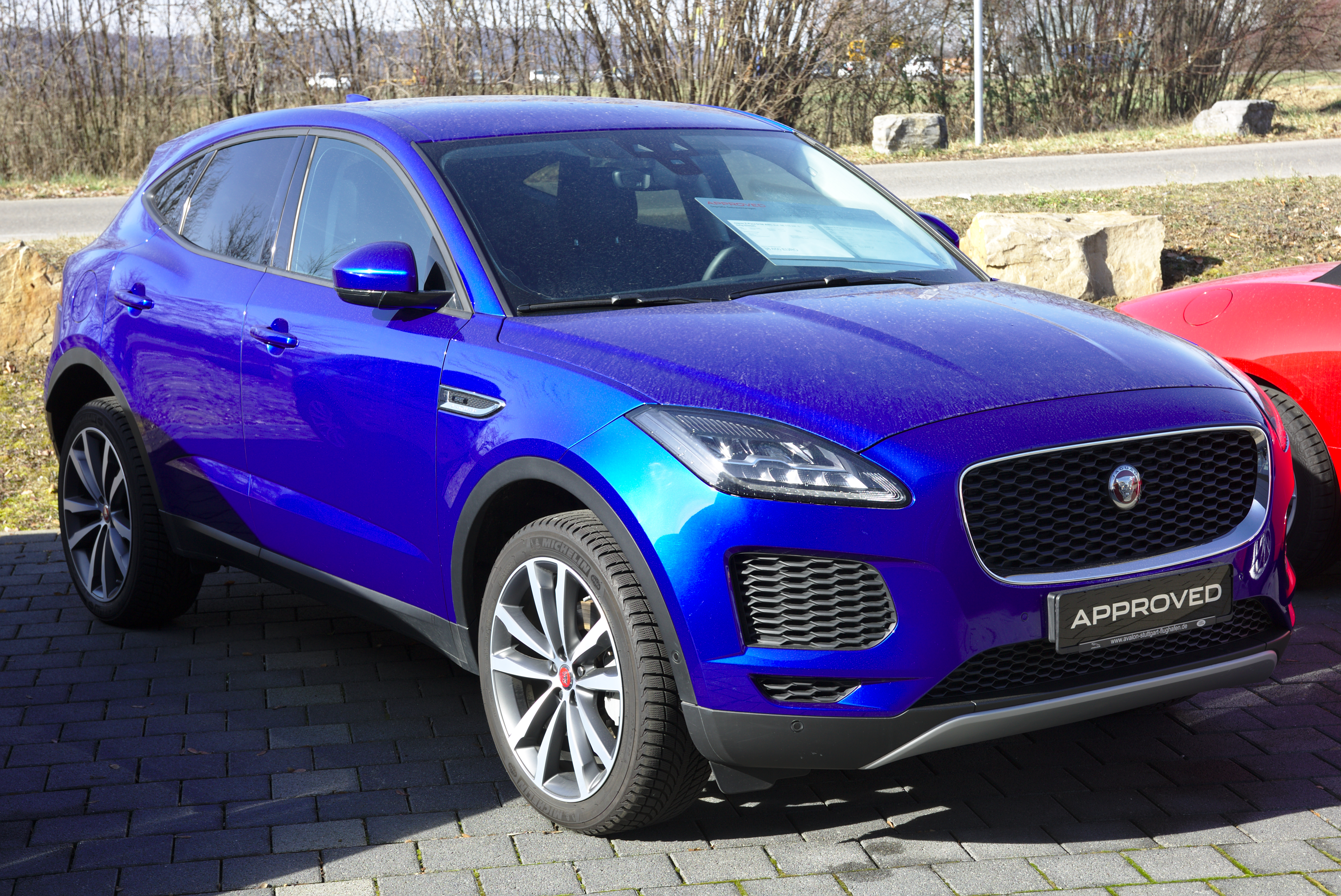
Jaguar E-Pace

- Jaguar F-Pace (X761) (seit 2016): erster SUV des Herstellers mit Benzin und Dieselmotoren mit einer Leistung zwischen 180 und 380 PS
- Jaguar E-Pace (X761) (2018–2024): SUV des Herstellers auf Basis des Range Rover Evoque.
- Jaguar I-Pace (EV400) (2018–2024): Erster vollelektrischer SUV eines europäischen Markenherstellers; im Erscheinungsjahr mit zahlreichen Preisen dekoriert.

Überblick über die Supersportwagen:
- XK-SS (1956/57): Straßenausführung des D-Type-Rennwagens.
- XJR-15 (1991/92): Straßenversion des Siegerautos von Le Mans 1988, des XJR-9; es wurden nur 49 Stück gebaut.
- XJ 220 (1992–1994): Serienausführung mit V6-Motor eines V12-Prototyps von Ende 1988; trug lange den Titel des schnellsten Serienwagens der Welt.

Überblick über die Rennwagen:
- XK 120 C (C-Type) (1951–1953): Für das 24-Stunden-Rennen von Le Mans gebaut und dort gleich beim ersten Einsatz 1951 sowie nochmals 1953 siegreich.
- D-Type (1954–1956): Ebenso erfolgreicher Rennwagen mit Hattrick-Siegesserie in Le Mans von 1955 bis 1957.
- E-Type Lightweight (1963): Spektakuläre, leistungsgesteigerte Aluminium-Ausführung des E-Type Roadster.
- XJ 13 (1966): Rennwagen-Prototyp mit V12-Mittelmotor (4 obenliegende Nockenwellen) und ZF Fünfganggetriebe. Das Fahrzeug wurde als Antwort auf den Ford GT40 entworfen. Malcolm Sayer, der die C, D und E-Types sowie auch den XJ-S entworfen hatte, zeichnete für die Form verantwortlich. Der einzige hergestellte Prototyp verunglückte bei einer Vorführung wegen Reifenschadens hinten aufgrund zu hoher Querbeschleunigung. Das Wrack wurde wieder aufgebaut und steht heute im Werksmuseum (Daimler-Jaguar Heritage Trust). Der Testfahrer Norman Dewis überlebte den schweren Unfall fast unverletzt. Originalgetreue Nachbauten sind heute am Markt zu haben.
- XJR-5 bis 17: Sportprototypen, zunächst von Bob Tullius in USA, dann von Tom Walkinshaw Racing (TWR); 1988 und 1990 Siege in Le Mans.
- XJ 220 S (1993): Sondermodell des XJ 220 für die GT-Klasse von Le Mans – der Sieg dort 1993 wurde dem Wagen aber nachträglich aberkannt.
- R1 bis R5 (2000–2004): Glückloser Versuch des Ford-Konzerns, die Erfolge des Stewart-Rennstalles unter der Marke Jaguar fortzuführen. Die Motoren stammten von Cosworth; als Fahrer fungierten insbesondere Eddie Irvine, Johnny Herbert und Mark Webber.

### Modelle 1931–1940

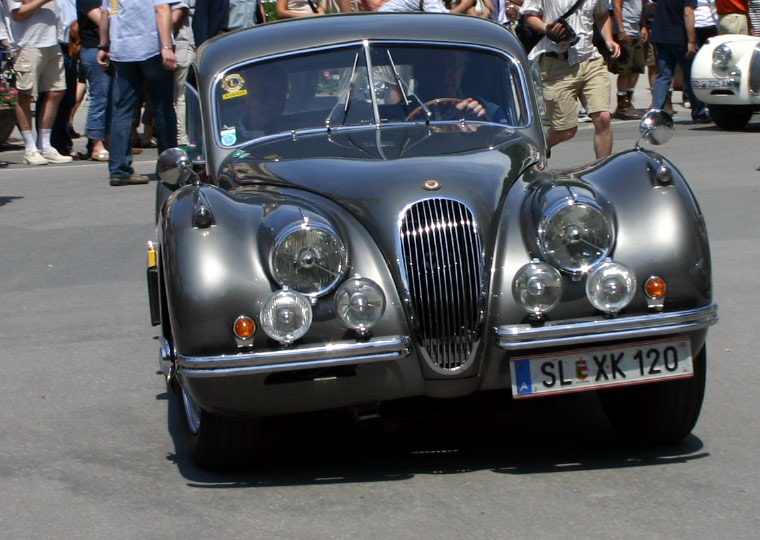
Jaguar XK 120 FHC (1953)

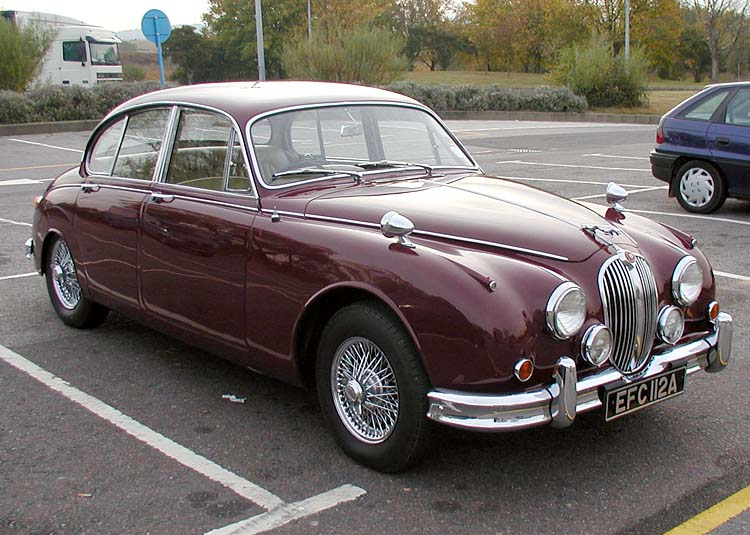
Jaguar Mark II (1962)

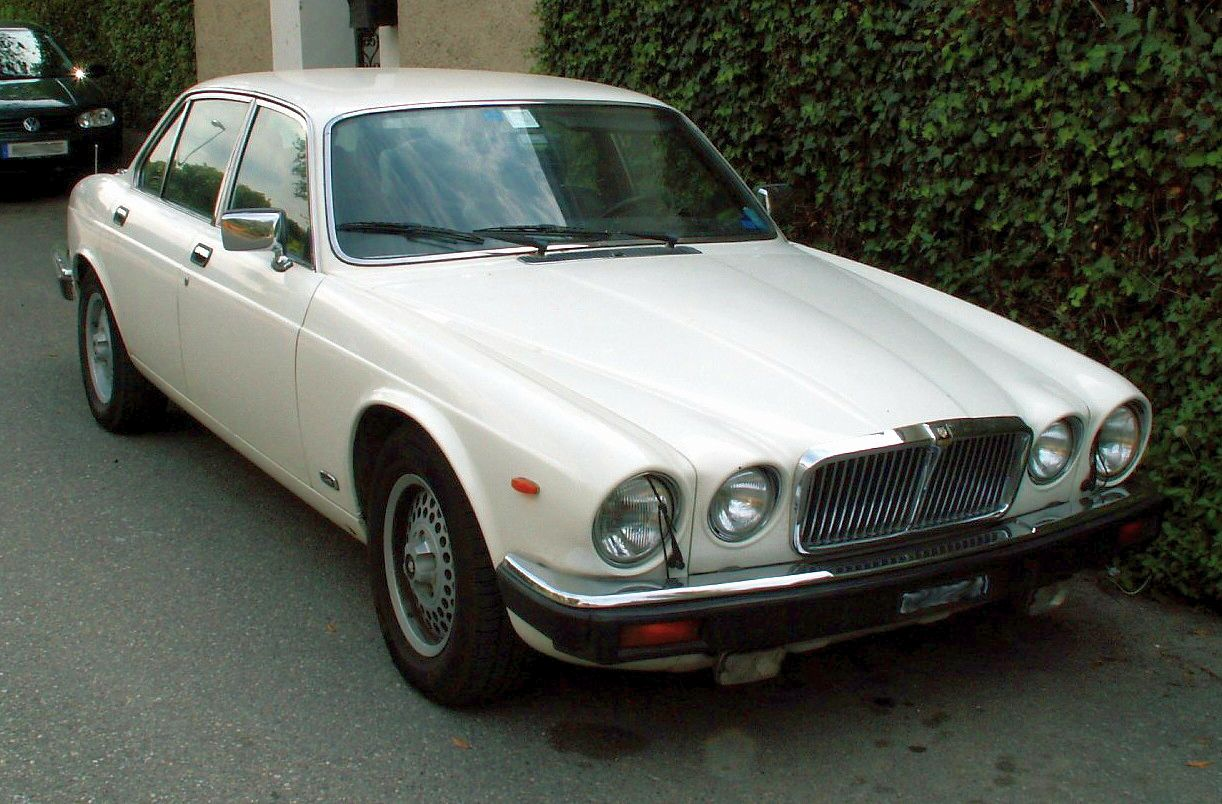
Jaguar Sovereign 4.2 Serie 3

| Typ                 | Modelljahre |
| ------------------- | ----------- |
| S.S.1               | 1932–1936   |
| S.S.2               | 1932–1936   |
| SS 90               | 1935        |
| SS Jaguar 1 ½ Litre | 1936–1940   |
| SS Jaguar 2 ½ Litre | 1936–1940   |
| SS Jaguar 3 ½ Litre | 1938–1940   |
| SS 100              | 1936–1939   |

### Modelle ab 1945
| Typ                             | Modelljahre    |
| ------------------------------- | -------------- |
| Jaguar 1 ½ Litre                | 1946–1948      |
| Jaguar 2 ½ Litre                | 1946–1948      |
| Jaguar 3 ½ Litre                | 1946–1948      |
| Jaguar Mark V                   | 1949–1950      |
| Jaguar XK 120                   | 1949–1954      |
| Jaguar XK 120 C „C-Type“        | 1951–1953      |
| Jaguar Mark VII                 | 1951–1956      |
| Jaguar D-Type                   | 1954–1956      |
| Jaguar XK 140                   | 1955–1957      |
| Jaguar 2.4 Litre                | 1956–1959      |
| Jaguar Mark VIII                | 1957–1958      |
| Jaguar XK-SS                    | 1957           |
| Jaguar 3.4 Litre                | 1957–1959      |
| Jaguar XK 150                   | 1957–1961      |
| Jaguar Mark IX                  | 1959–1961      |
| Jaguar Mark 2 2.4/3.4/3.8       | 1960–1967      |
| Jaguar E-Type                   | 1961–1974      |
| Jaguar Mark X                   | 1962–1966      |
| Jaguar S-Type (3.4 S und 3.8 S) | 1964–1968      |
| Jaguar XJ 13                    | 1966           |
| Jaguar 420                      | 1967/1968      |
| Jaguar 420 G                    | 1967–1970      |
| 240                             | 1968/1969      |
| 340                             | 1968           |
| Jaguar XJ (Serie 1)             | 1969–1973      |
| Jaguar XJ (Serie 2) und XJ C    | 1974–1979      |
| Jaguar XJ-S                     | 1976–1991      |
| Jaguar XJ (Serie 3)             | 1979–1987/1992 |
| Jaguar XJ (XJ40)                | 1987–1994      |
| Jaguar XJR-15                   | 1991           |
| Jaguar XJS                      | 1991–1996      |
| Jaguar XJ220                    | 1992–1994      |
| Jaguar XJ (X300)                | 1995–1997      |
| Jaguar XK8/XKR (X100)           | 1996–2005      |
| Jaguar XJ (X308)                | 1998–2002      |
| Jaguar S-Type                   | 1999–2007      |
| Jaguar X-Type                   | 2001–2009      |
| Jaguar XJ (X350)                | 2003–2009      |
| Jaguar XK/XKR (X150)            | 2005–2014      |
| Jaguar XF (X250)                | 2008–2015      |
| Jaguar XJ (X351)                | 2009–2019      |
| Jaguar F-Type                   | 2013–2024      |
| Jaguar XE (X760)                | 2015–2024      |
| Jaguar XF (X260)                | 2015–2024      |
| Jaguar F-Pace (X761)            | seit 2016      |
| Jaguar E-Pace                   | 2018–2024      |
| Jaguar I-Pace                   | 2018–2024      |

### Verkäufe global
1988 – 049.494

1992 – 020.000

1998 – 050.220

2008 – 065.000

2012 – 054.000

2013 – 077.000

2014 – 081.570

2015 – 083.986

2016 – 148.730

2017 – 178.601

2018 – 180.198

2019 – 161.601

2020 – 102.494

2021 – 086.270

2022 – 061.661

2023 – 064.241

## Jaguar-Designer
- Malcolm Sayer
- Geoff Lawson
- Keith Helfet
- Ian Callum
- Julian Thomson, seit 1. Juli 2019[22]

## Ergebnisse im Motorsport
| Jahr | Rennen                               | Fahrzeug      | Fahrer 1       | Fahrer 2        | Fahrer 3       |
| ---- | ------------------------------------ | ------------- | -------------- | --------------- | -------------- |
| 1953 | 24-Stunden-Rennen von Le Mans        | Jaguar C-Type | Tony Rolt      | Duncan Hamilton |                |
| 1955 | 24-Stunden-Rennen von Le Mans        | Jaguar D-Type | Mike Hawthorn  | Ivor Bueb       |                |
| 1986 | 1000-km-Rennen von Silverstone       | Jaguar XJR-6  | Derek Warwick  | Eddie Cheever   |                |
| 1987 | 360-km-Rennen von Jarama             | Jaguar XJR-8  | Jan Lammers    | John Watson     |                |
| 1987 | 1000-km-Rennen von Jerez             | Jaguar XJR-8  | Raul Boesel    | Eddie Cheever   |                |
| 1987 | 1000-km-Rennen von Monza             | Jaguar XJR-8  | Jan Lammers    | John Watson     |                |
| 1987 | 1000-km-Rennen von Silverstone       | Jaguar XJR-8  | Raul Boesel    | Eddie Cheever   |                |
| 1987 | 1000-km-Rennen von Brands Hatch      | Jaguar XJR-8  | Raul Boesel    | John Nielsen    |                |
| 1987 | 1000-km-Rennen auf dem Nürburgring   | Jaguar XJR-8  | Raul Boesel    | Eddie Cheever   |                |
| 1987 | 1000-km-Rennen von Spa-Francorchamps | Jaguar XJR-8  | Martin Brundle | Johnny Dumfries |                |
| 1987 | 1000-km-Rennen von Fuji              | Jaguar XJR-8  | Jan Lammers    | John Watson     |                |
| 1988 | 360-km-Rennen von Jarama             | Jaguar XJR-9  | Martin Brundle | Eddie Cheever   |                |
| 1988 | 1000-km-Rennen von Monza             | Jaguar XJR-9  | Martin Brundle | Eddie Cheever   |                |
| 1988 | 1000-km-Rennen von Silverstone       | Jaguar XJR-9  | Martin Brundle | Eddie Cheever   |                |
| 1988 | 24-Stunden-Rennen von Le Mans        | Jaguar XJR-9  | Jan Lammers    | Johnny Dumfries | Andy Wallace   |
| 1988 | 1000-km-Rennen von Brands Hatch      | Jaguar XJR-9  | Martin Brundle | John Nielsen    | Andy Wallace   |
| 1988 | 1000-km-Rennen von Fuji              | Jaguar XJR-9  | Martin Brundle | Eddie Cheever   | John Nielsen   |
| 1990 | 480-km-Rennen von Silverstone        | Jaguar XJR-11 | Martin Brundle | Alain Ferté     |                |
| 1990 | 24-Stunden-Rennen von Le Mans        | Jaguar XJR-12 | John Nielsen   | Price Cobb      | Martin Brundle |
| 1991 | 430-km-Rennen von Monza              | Jaguar XJR-14 | Martin Brundle | Derek Warwick   |                |
| 1991 | 430-km-Rennen von Silverstone        | Jaguar XJR-14 | Teo Fabi       | Derek Warwick   |                |
| 1991 | 430-km-Rennen auf dem Nürburgring    | Jaguar XJR-14 | David Brabham  | Derek Warwick   |                |

## Jaguar und die Kunst

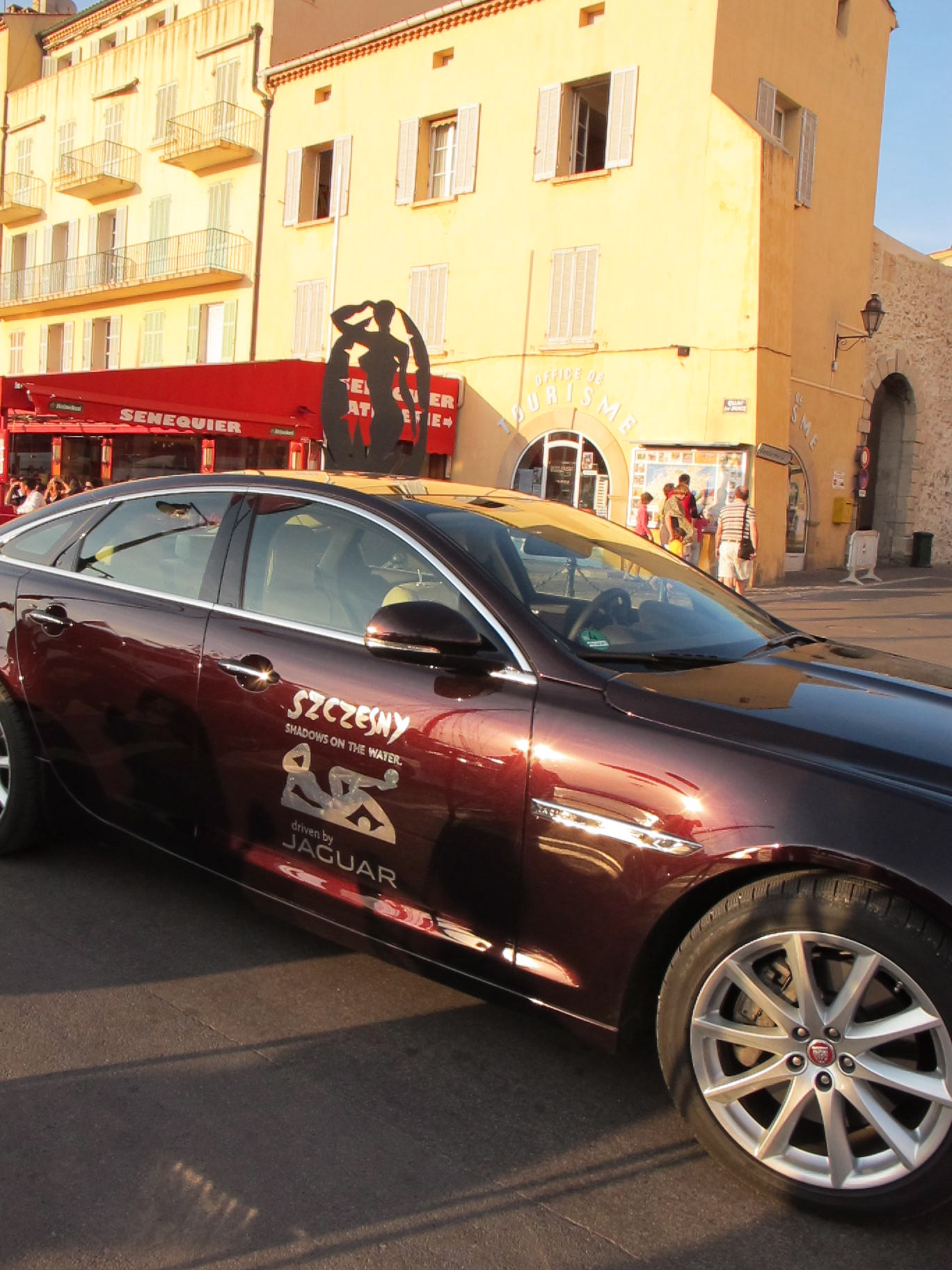
Jaguar Art Project mit Szczesny Schattenskulptur in Saint-Tropez, 2011

Jaguar engagiert sich seit einiger Zeit auch in der internationalen Kunstszene. Insbesondere besteht seit Anfang 2011 eine Kooperation mit dem renommierten Künstler Stefan Szczesny, in deren Rahmen bereits umfassende Ausstellungsprojekte (Jaguar Art Projects) umgesetzt wurden. 2011 etwa präsentierte Jaguar die Ausstellung „Schatten in …“, die die Installation von Szczesnys sogenannten „Schattenskulpturen“ in Sankt-Moritz, auf Sylt und in Saint-Tropez beinhaltete. 2012 wurden eine Vielzahl an Skulpturen, Keramiken und Gemälden Szczesnys in Frankfurt (insbesondere im Palmengarten) gezeigt.
Im Rahmen der Zusammenarbeit mit Szczesny ist eine „Jaguar Art Edition“ entstanden.